# 室見 (福岡市)
室見（むろみ、福岡弁:もろみ）は、福岡県福岡市早良区の町名。現行行政地名は、室見一丁目から室見五丁目まで。面積は60.10ヘクタール。2022年1月末現在の人口は9,027人。郵便番号は814-0015。

## 地理
福岡市の中心である中央区天神の西側、早良区の北部、室見川と金屑川等に挟まれた中州に位置する。北東で金屑川を介して百道と、東で金屑川及び油山川を介して弥生と、南東で昭代と、南で原団地と、南西で南庄と、北西で愛宕と隣接する。百道とは明治通りのほか、その北部と「百道橋」で結ばれている。町域内は主に住宅地として利用されるが、町内を東西に貫く明治通り沿線には商業施設、医療施設なども立地する。

### 河川
町域に流れる河川は次の通り。すべて室見川水系の二級河川である。
- 室見川
- 金屑川
- 油山川

主な河川の写真
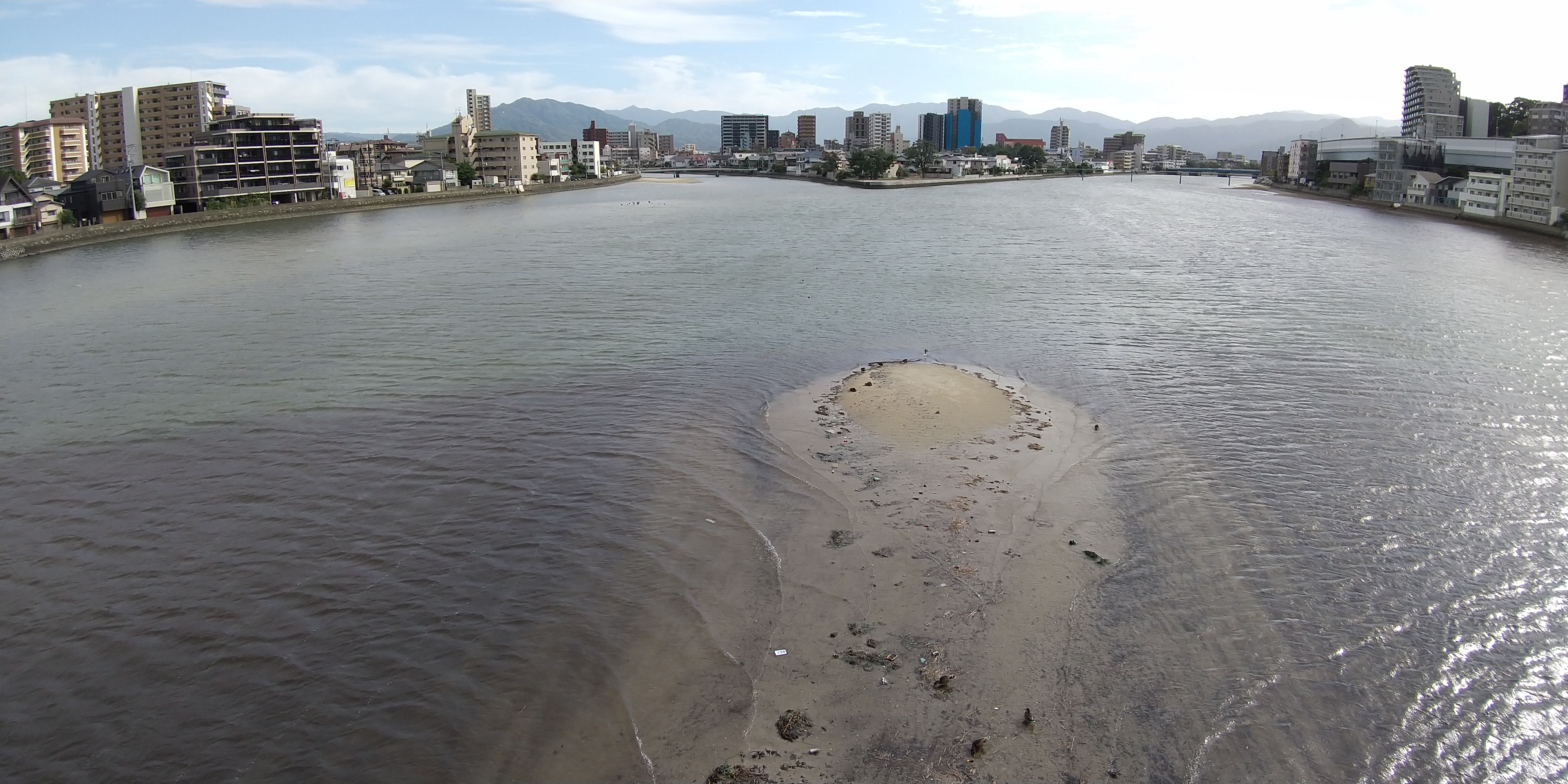
室見川及び金屑川（愛宕大橋の上流側、左から早良区百道、金屑川、室見、西区愛宕）
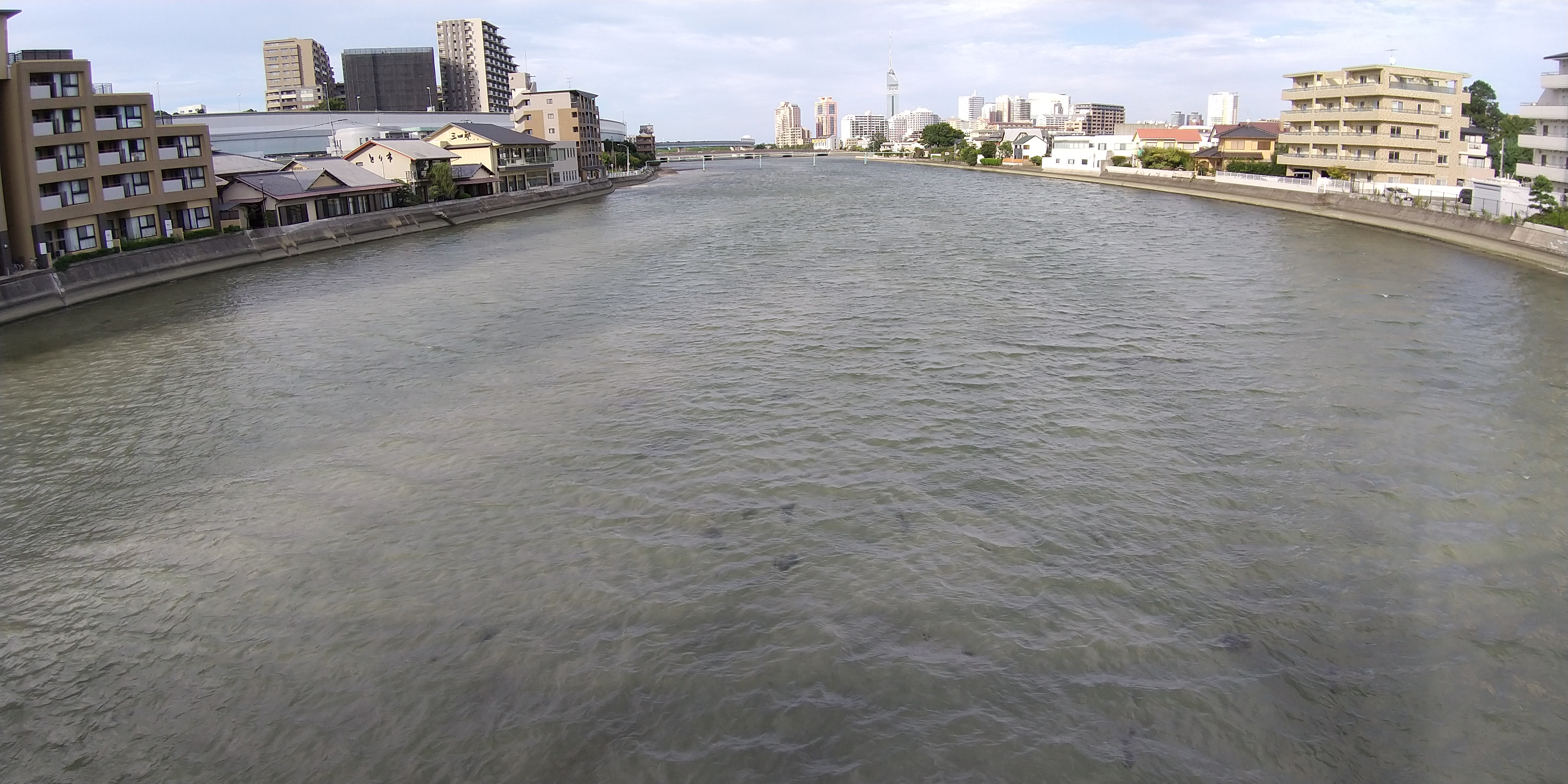
室見川（室見橋の下流側、左：西区愛宕、右：早良区室見）
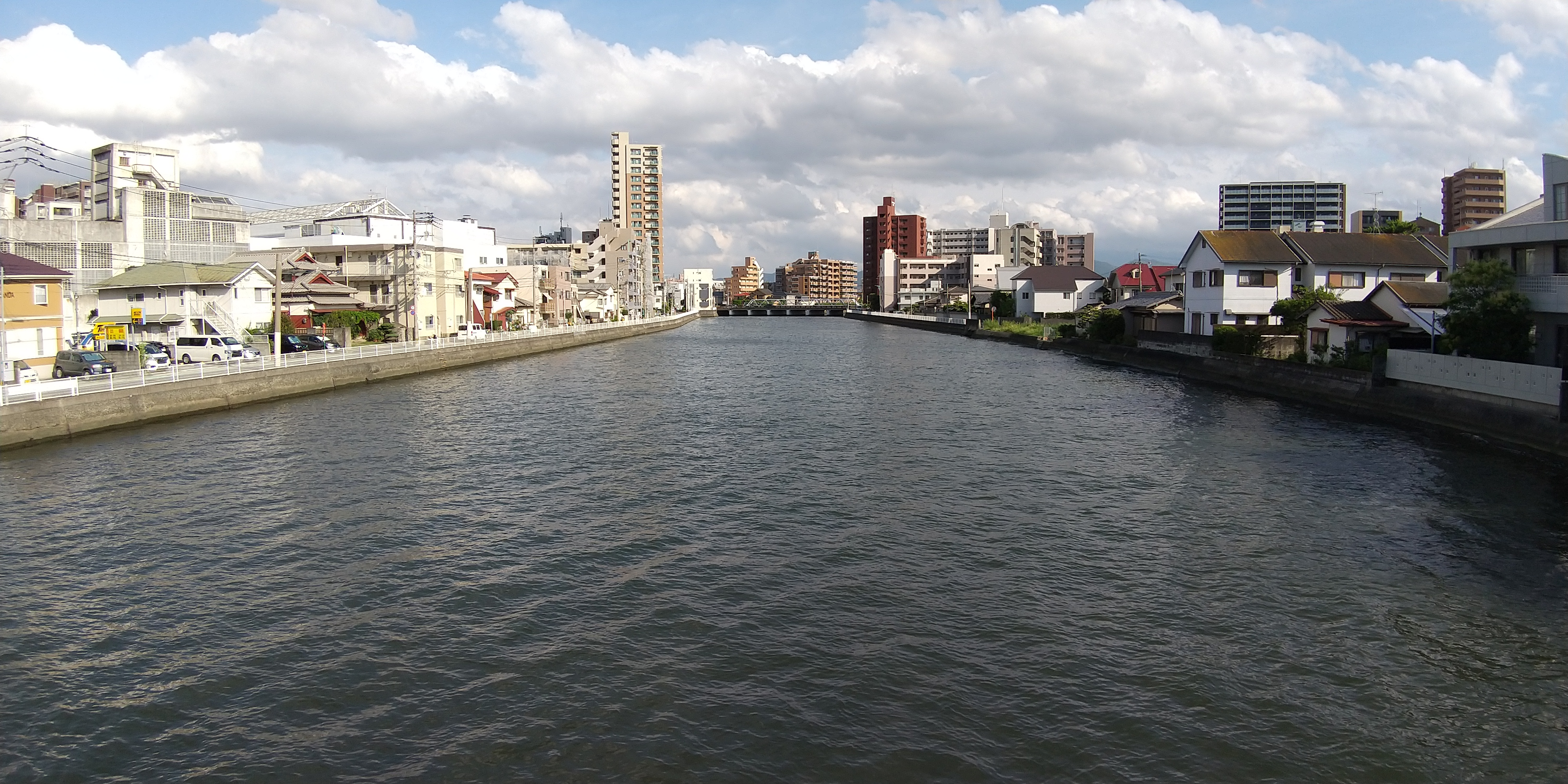
金屑川（百道橋付近、左：百道、右：室見）
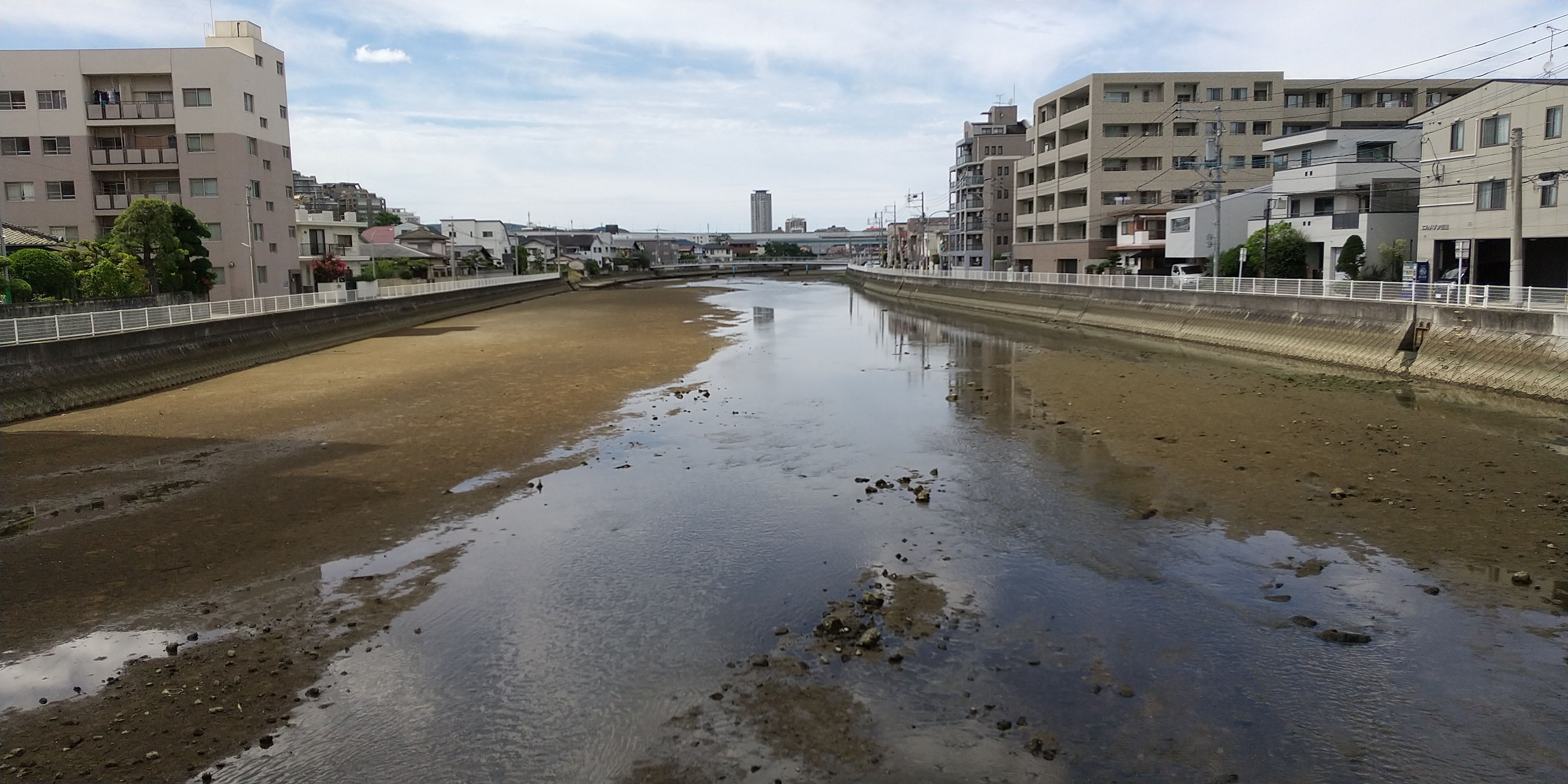
金屑川（飛石橋付近、左：室見、右：百道）
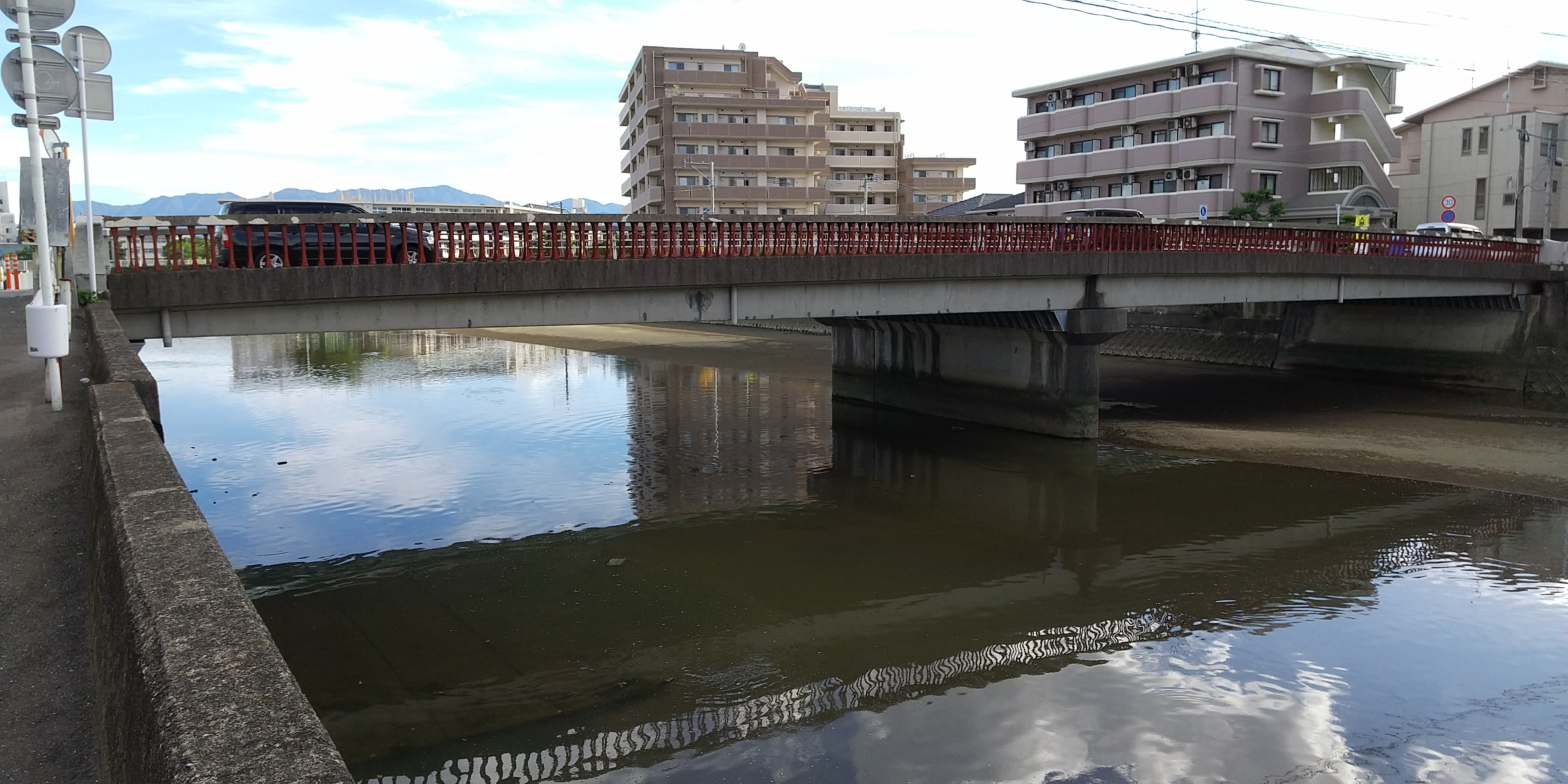
涼橋（すずみばし、金屑川）
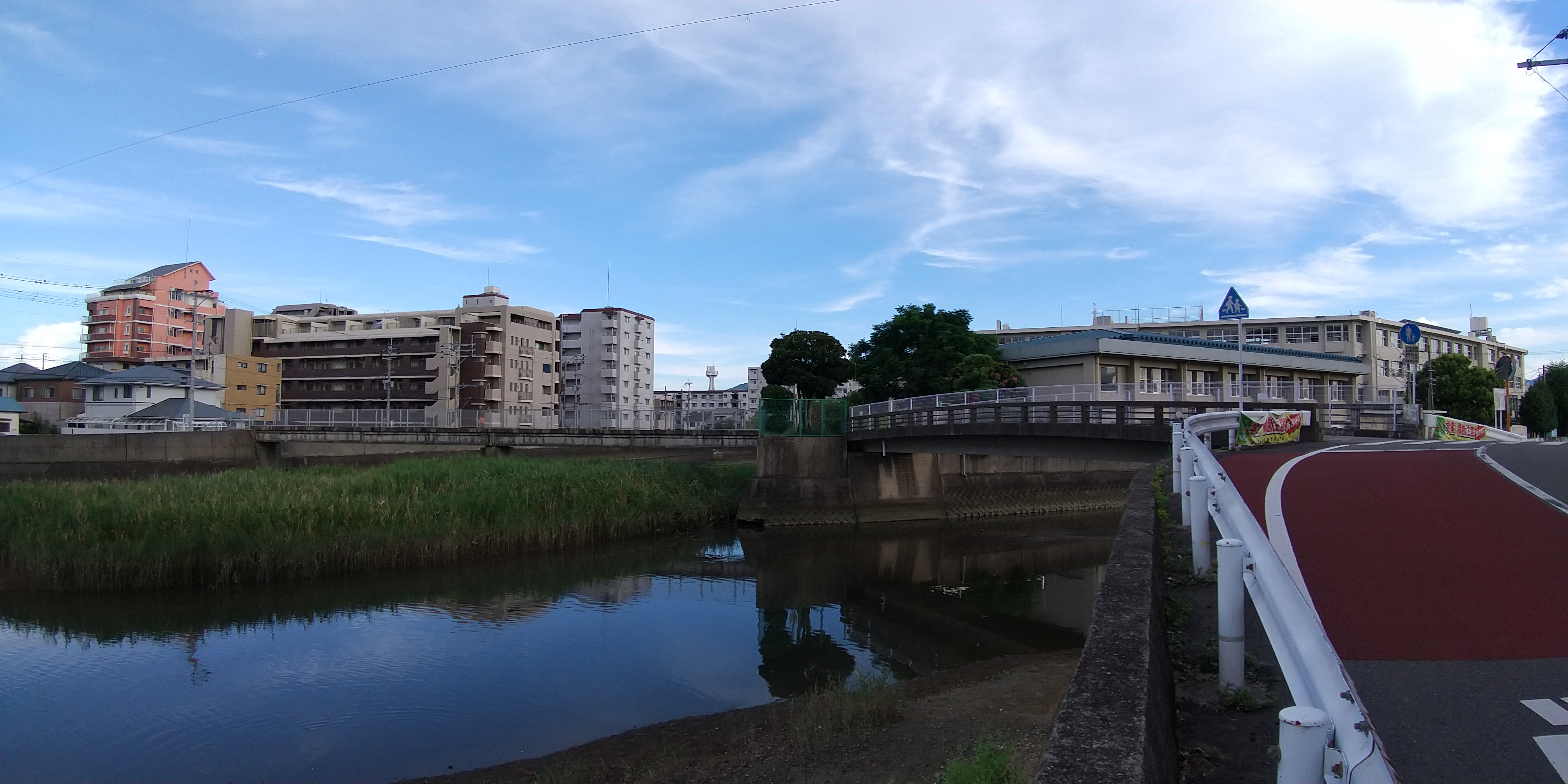
金門橋（きんもんばし、室見川、左：弥生、右：室見）
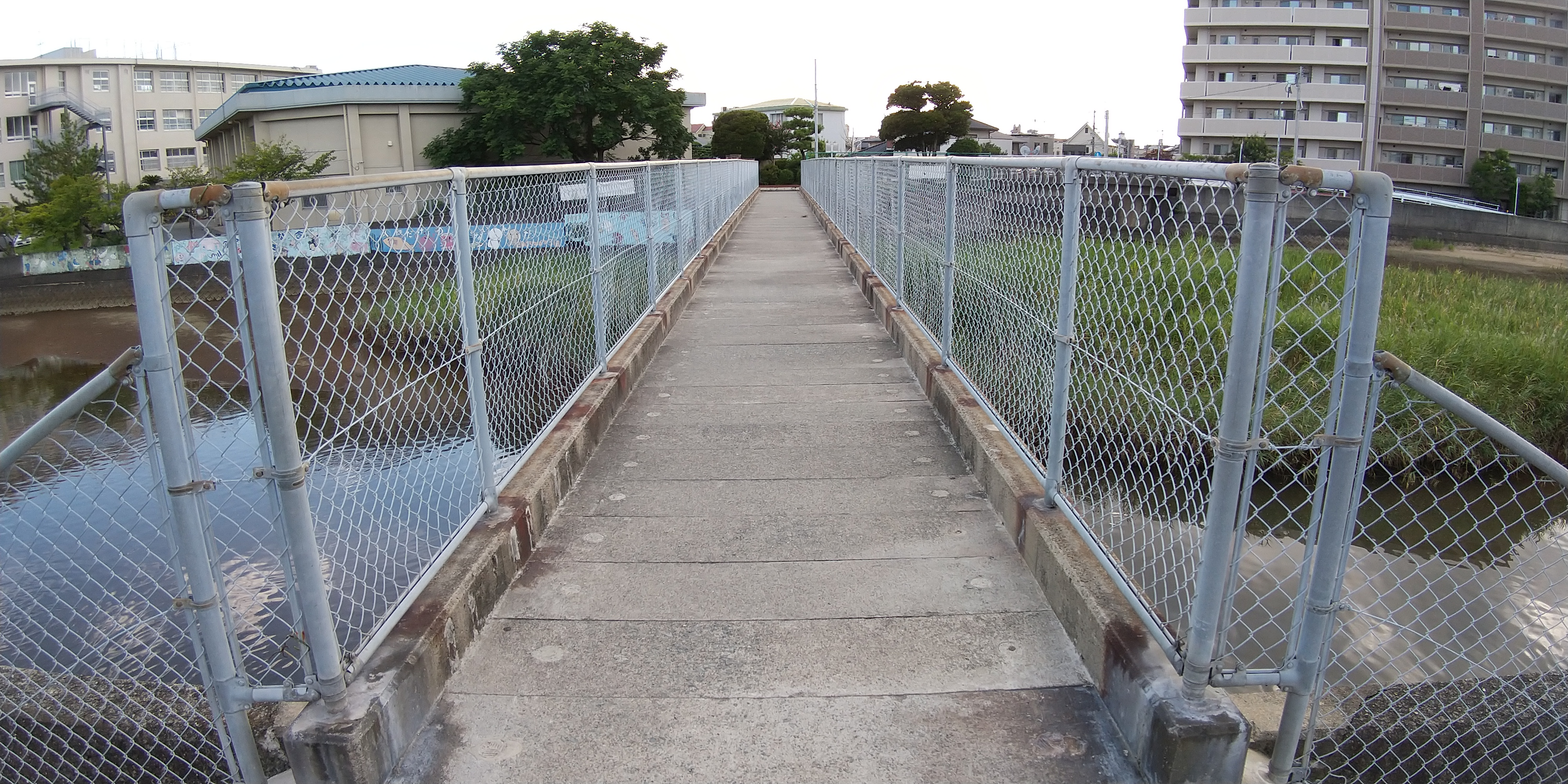
金門橋人道橋
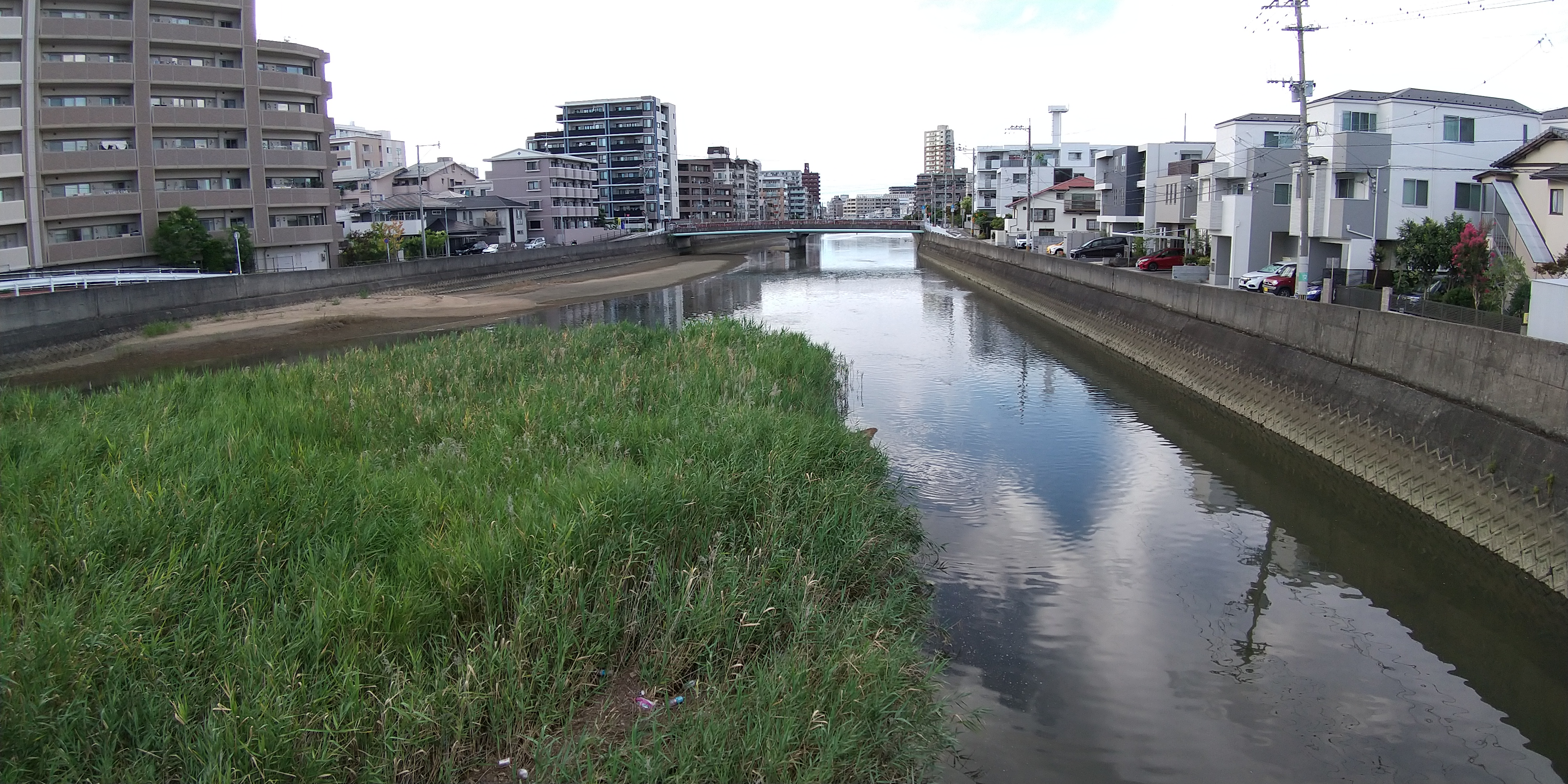
金屑川（金門橋の下流側、左：室見、右：弥生）
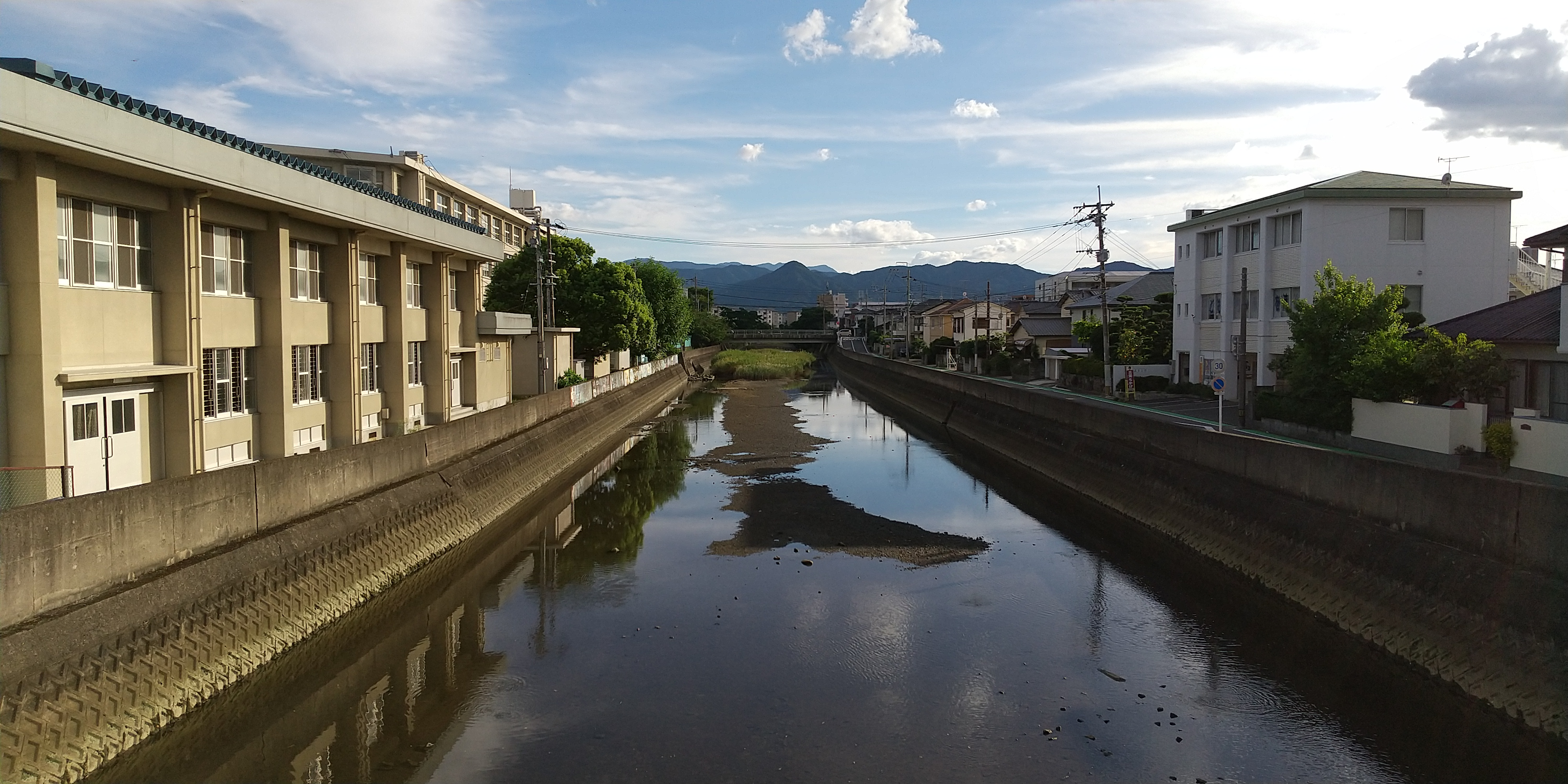
金屑川（金門橋の上流側）
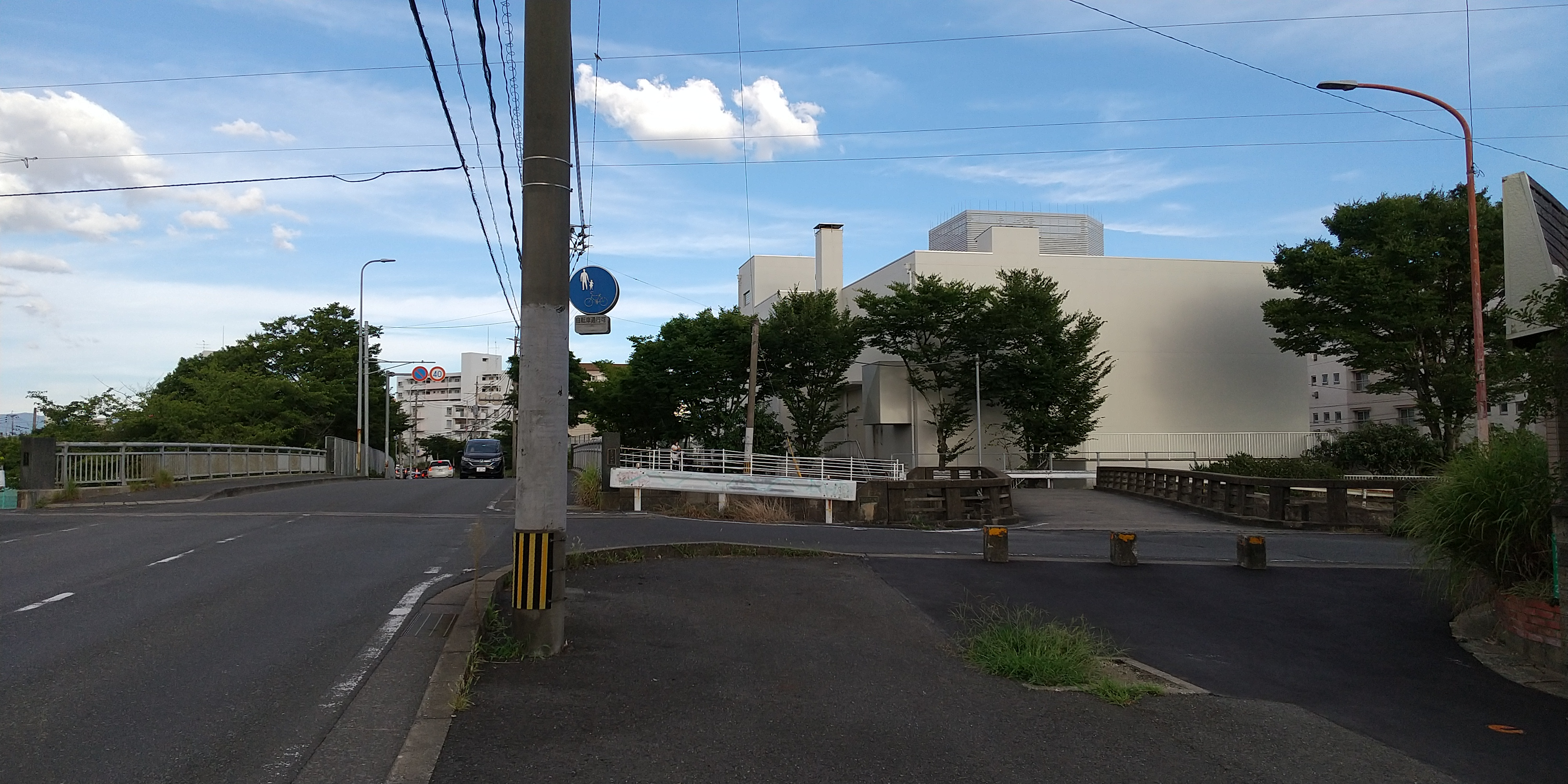
金屑川上のしおみ橋（左）及び西ノ庄橋（右）
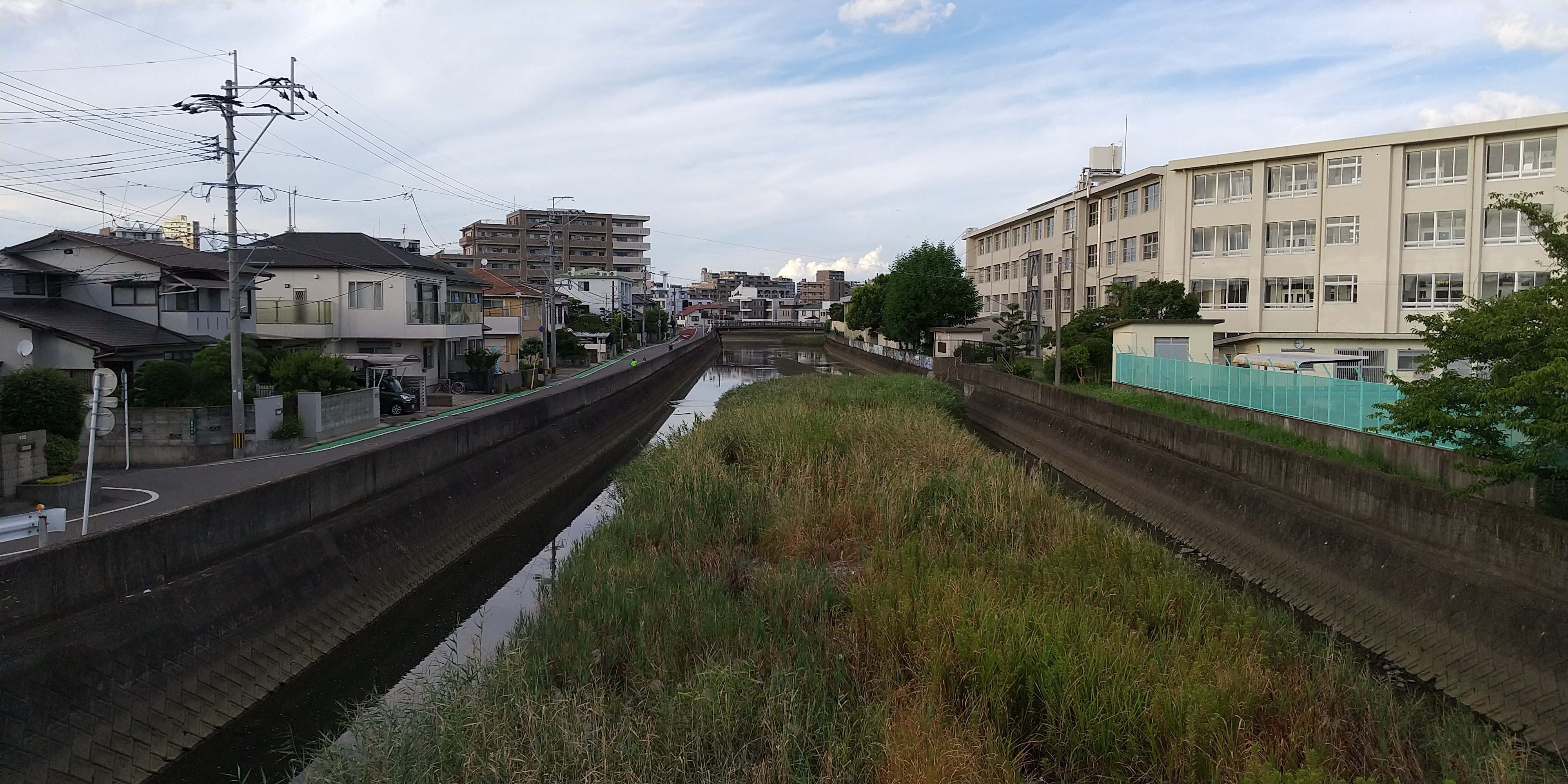
金屑川（しおみ橋の下流側）
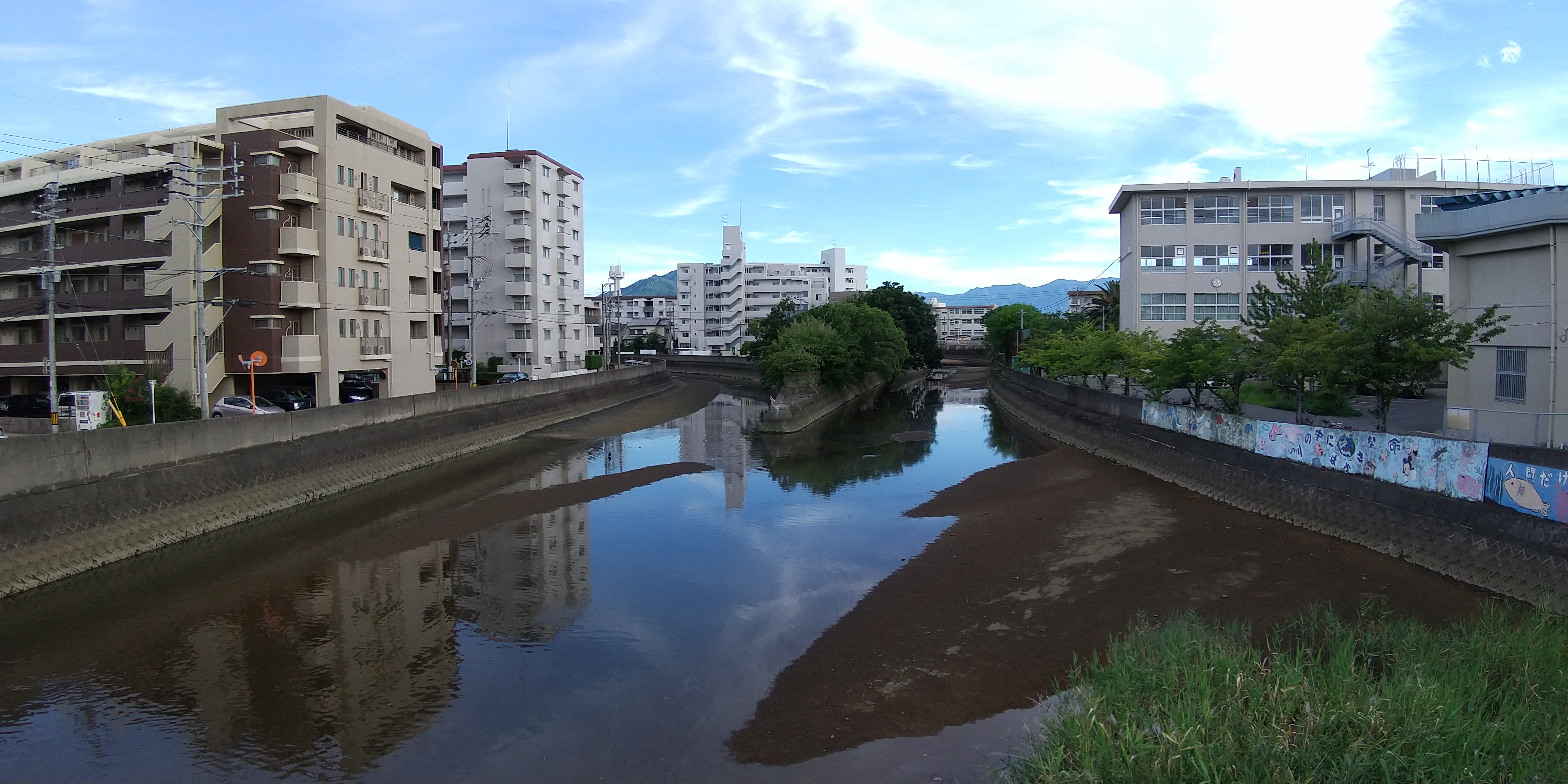
汐入川と油山川（金門橋人道橋の上流側、左：弥生、右：室見）
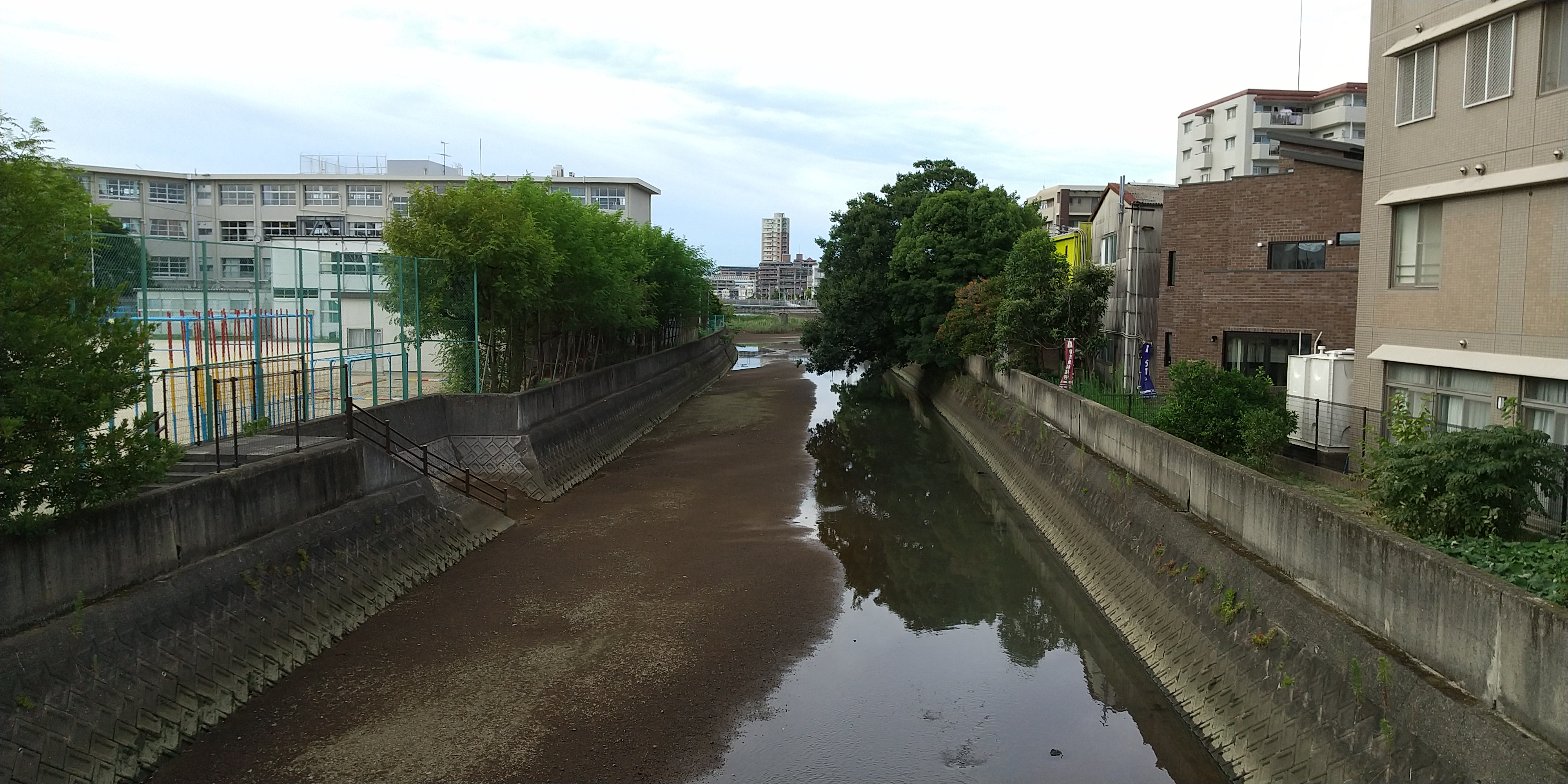
油山川（弥生橋より、左：室見、右：弥生）

### 都市計画
都市計画に関しては、「福岡市都市計画マスタープラン」において定められた方針については次のとおりである。交通ネットワークとして都市の骨格となる明治通りの沿道や幹線道路である鳥飼姪の浜線の沿道は、商業、業務、サービス施設や中高層住宅などが連続した「都市軸」や「沿道軸」に位置付けられている。室見川や金屑川の河川沿いが散策・憩いの場となるとともに、緑と広がりのある景観が連続したゆとりと潤いのある水辺空間として「河川緑地軸」に位置付けられている。土地利用については、戸建住宅などの低層住宅が大部分を占めるが、一部中層住宅などが立地する「低中層住宅ゾーン」と位置付けられており、良好な住環境の保全・形成、緑化の推進、低層住宅と中層住宅の調和などがまちづくりの視点とされている。また、「西部広域拠点」（藤崎、西新及びシーサイドももちを合わせた副都心としての地域）の西側外縁部に位置する。用途地域は、明治通りの道路境界線から両側概ね30メートルの範囲が商業地域に、さらにその両側が第一種住居地域に指定されている。また、鳥飼姪の浜線の道路中心線から北側概ね50メートルの範囲が第一種住居地域に指定されている。これら以外の範囲が第一種中高層住居専用地域に指定されている。また、室見一丁目の一部の区域約4.6ヘクタールについては、地区計画の区域として「室見一丁目地区地区計画」が定められ、「西部広域拠点」の西側に位置し、室見川、金屑川及び室見公園に囲まれた閑静な低層住宅地として、良好な住環境の維持・保全を図ることが目標とされている。

## 語源
一説によると、語源は脆（もろ）・辺（み）で、原義は室見川川尻の定まらない地形を呼称したのではないかとされている。。

## 人口
室見一丁目から室見五丁目までを合わせた人口の推移を福岡市の住民基本台帳（公称町別）に基づき示す（単位：人）。集計時点は各年9月末現在である。
- 2001年（平成13年）：7,552
- 2002年（平成14年）：7,459
- 2003年（平成15年）：7,627
- 2004年（平成16年）：7,932
- 2005年（平成17年）：7,963
- 2006年（平成18年）：8,056
- 2007年（平成19年）：8,032
- 2008年（平成20年）：8,091
- 2009年（平成21年）：8,157
- 2010年（平成22年）：8,142
- 2011年（平成23年）：8,147
- 2012年（平成24年）：8,279
- 2013年（平成25年）：8,500
- 2014年（平成26年）：8,695
- 2015年（平成27年）：8,757
- 2016年（平成28年）：8,712
- 2017年（平成29年）：8,701
- 2018年（平成30年）：8,804
- 2019年（令和元年）：8,800
- 2020年（令和2年）：8,891
- 2021年（令和3年）：9,054

## 交通

### 鉄道
鉄道については、町内に福岡市交通局が運営する地下鉄の福岡市地下鉄空港線が通っており、次の駅が最も近い。
- 室見駅

なお、室見の東側のうち一部の地域では次の駅のほうが近い。
- 藤崎駅

### バス
バスについては、西日本鉄道株式会社が運営するバスが運行しており、次の停留所がある。
- 室見駅
- 室見一丁目
- 室見三丁目
- 室見四丁目
- 室見五丁目

### 道路
町域内の主な幹線道路は次の通り。
- 明治通り（市道千代今宿線、旧唐津街道の一部）
- 鳥飼姪の浜線（筑肥線の一部区間が旧国鉄時代に廃止されのちに整備された道路）
- 百道350号（「百道橋」）

主な道路の写真
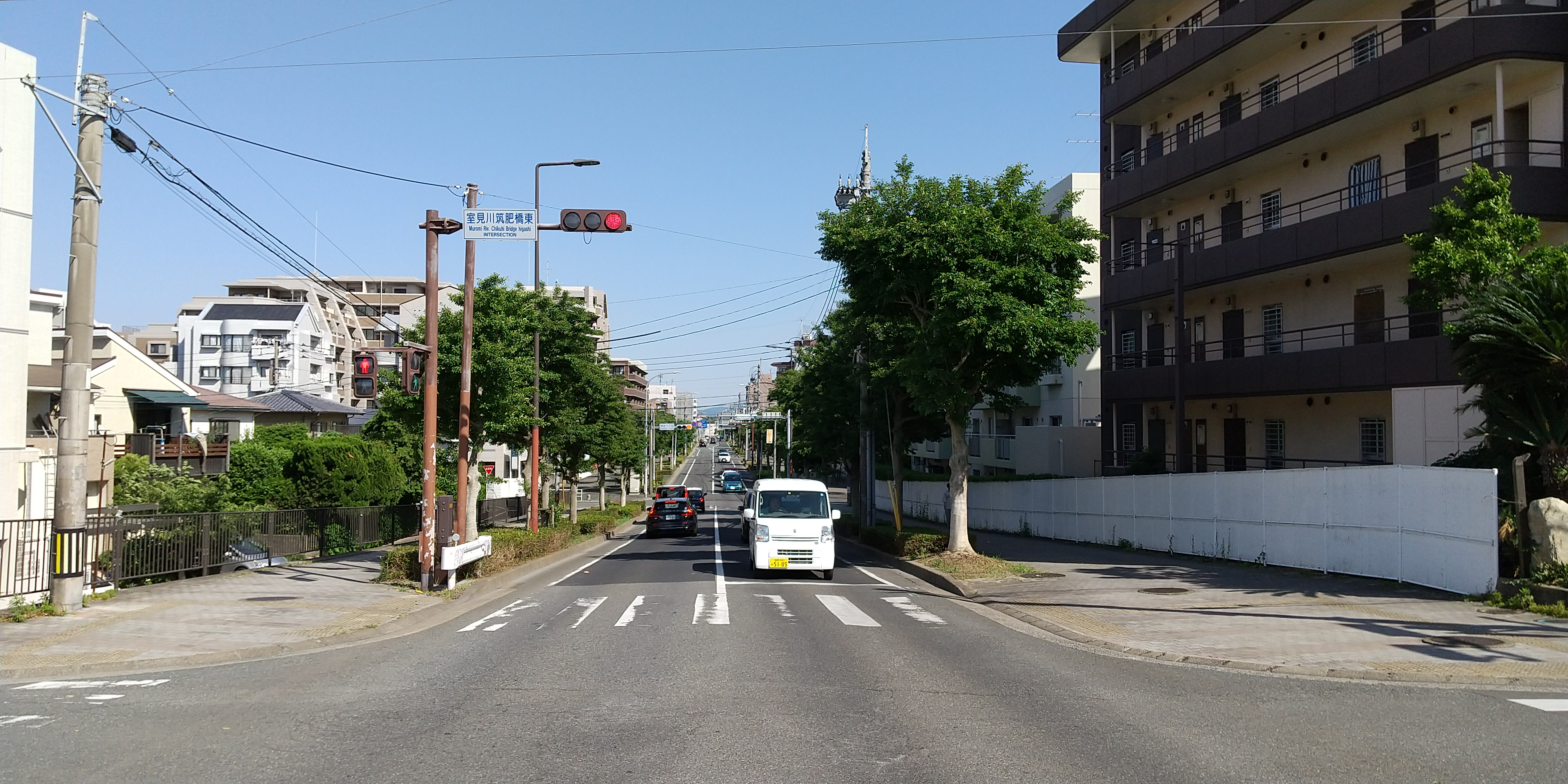
鳥飼姪の浜線（室見川筑肥橋東交差点付近）
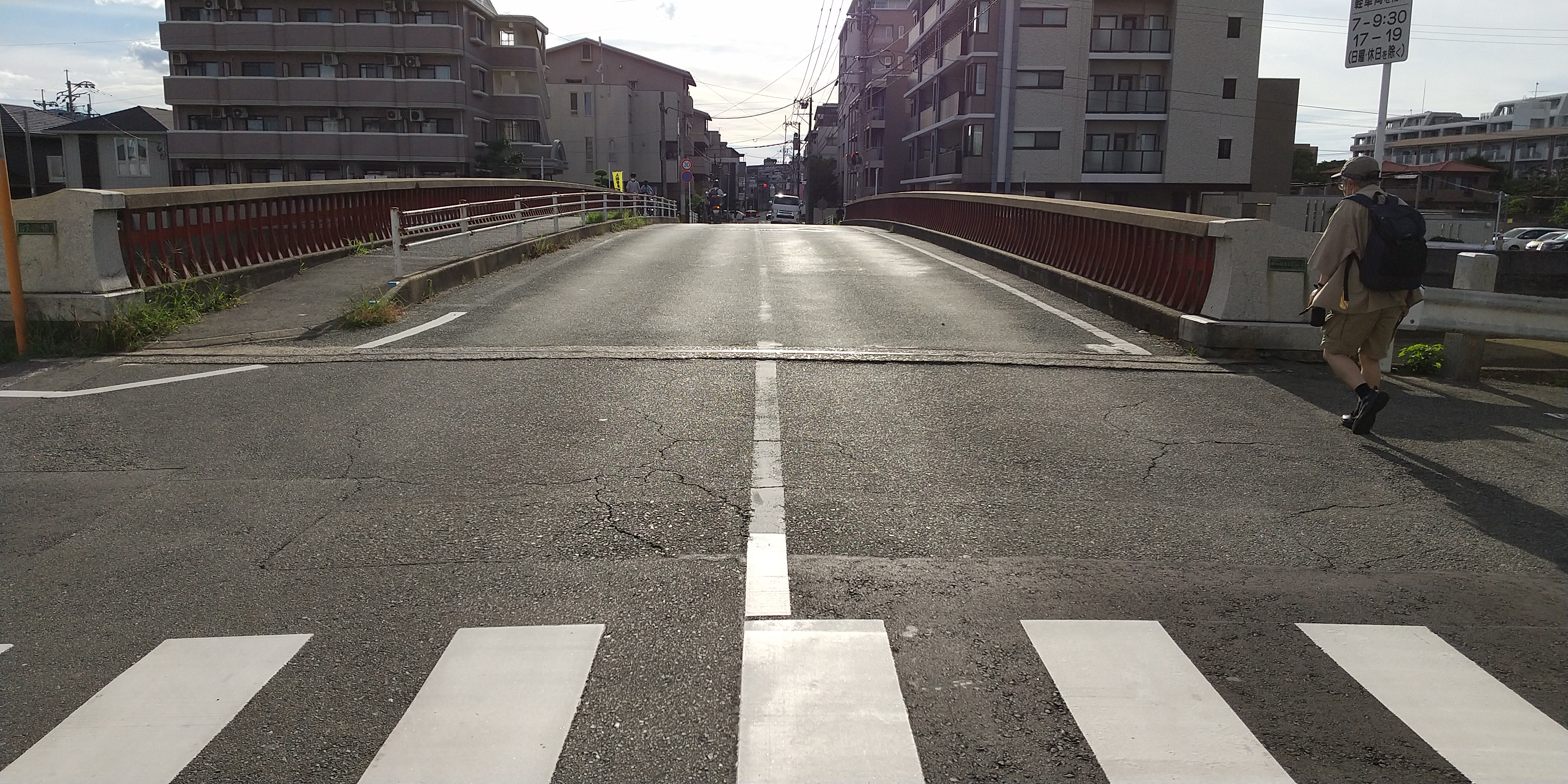
鳥飼姪の浜線（涼橋付近、金屑川）
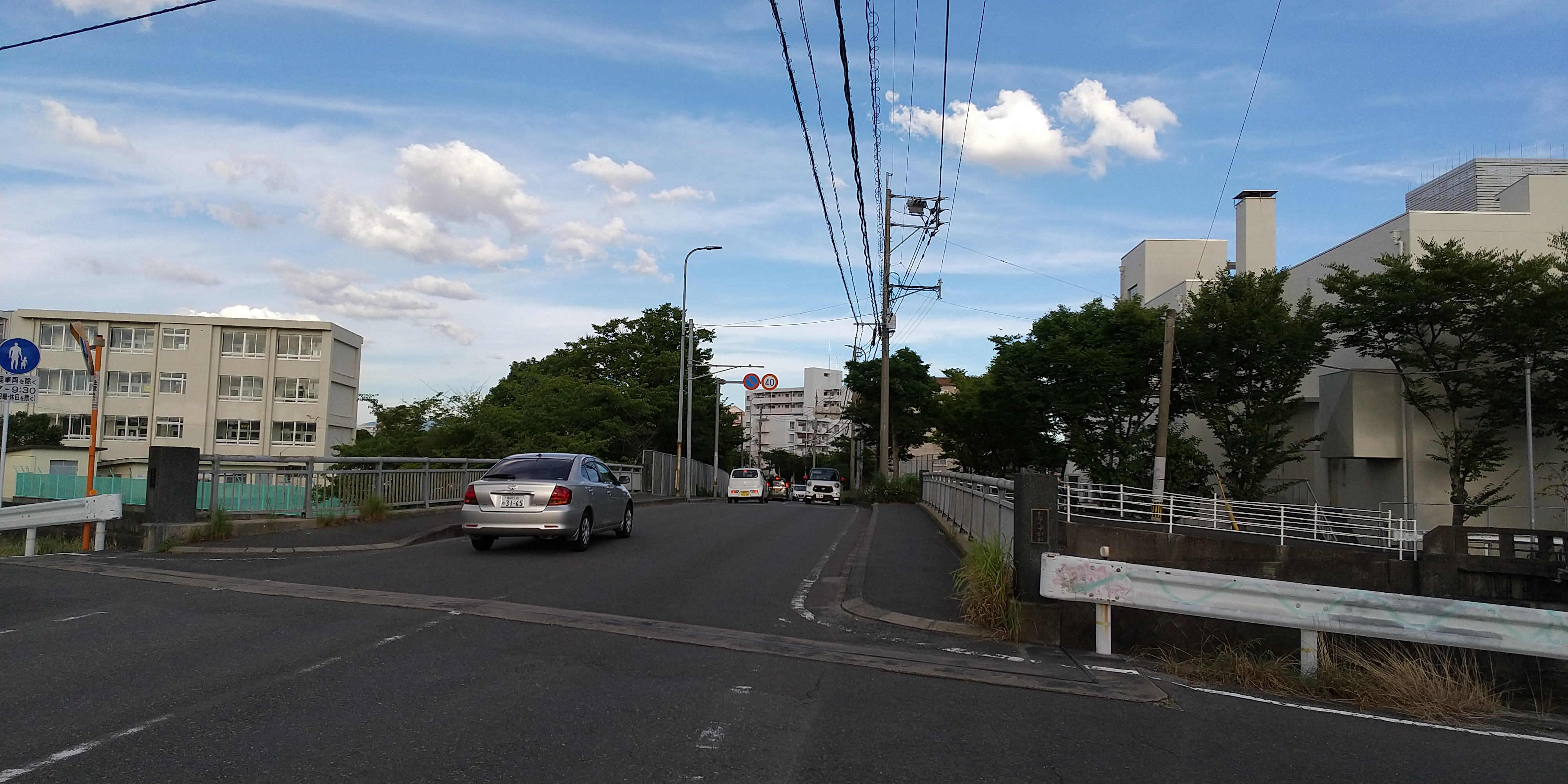
鳥飼姪の浜線（しおみ橋付近、金屑川、左：室見、右：原団地）
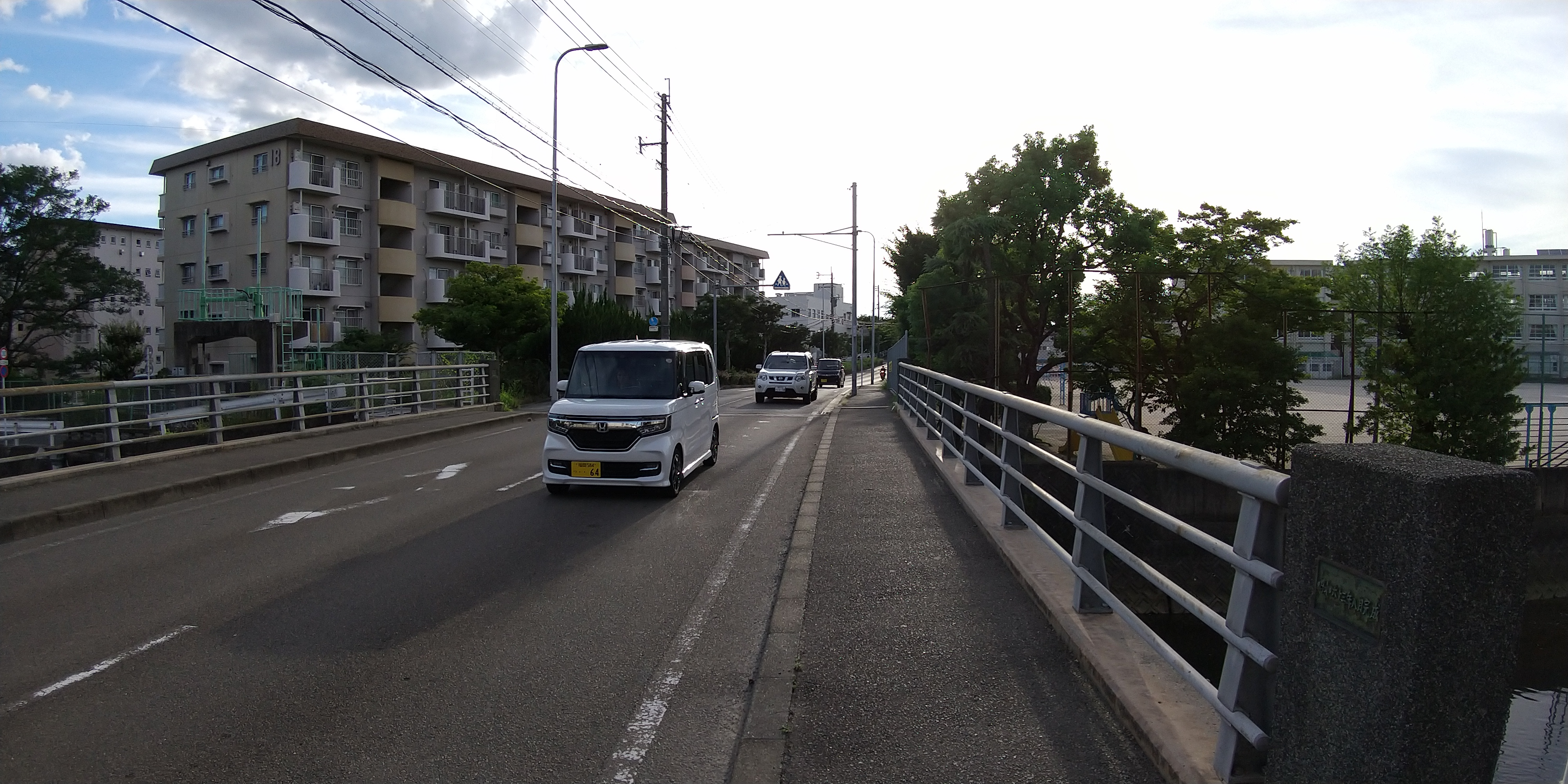
鳥飼姪の浜線（弥生橋の西側、油山川、左：原団地、右：室見）
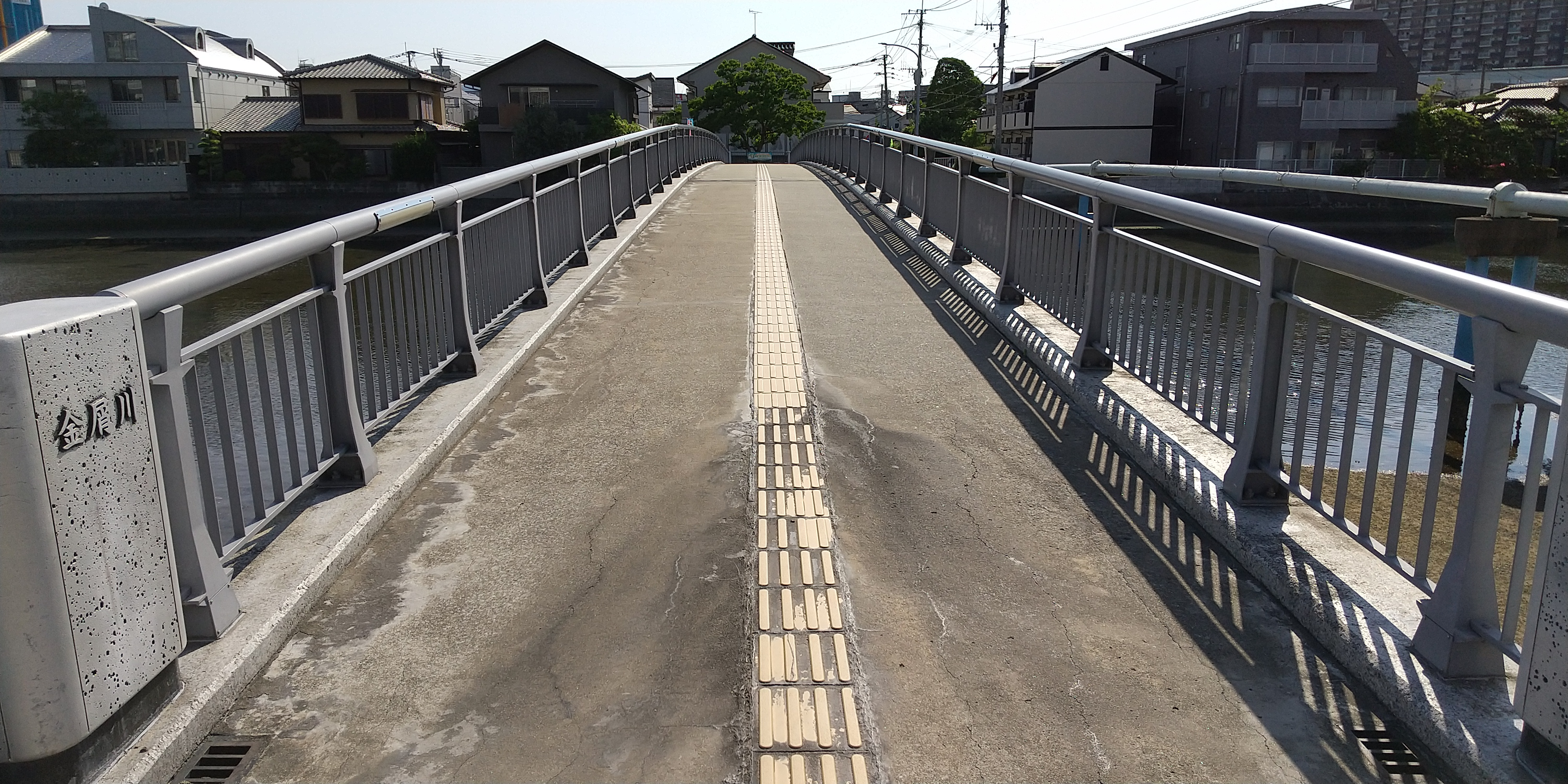
百道橋

## 施設

### 公共・公益施設
- 室見交番（所属警察署：福岡県警察早良警察署）[注釈 2]
- 福岡市室見公民館[注釈 3]
- 福岡室見郵便局[注釈 4]
- 室見駅南自転車駐車場[注釈 5]
- 福岡市教育委員会埋蔵文化財課室見整理室
- 福岡市飛石町ポンプ場[注釈 6]

主な公共・公益施設の写真
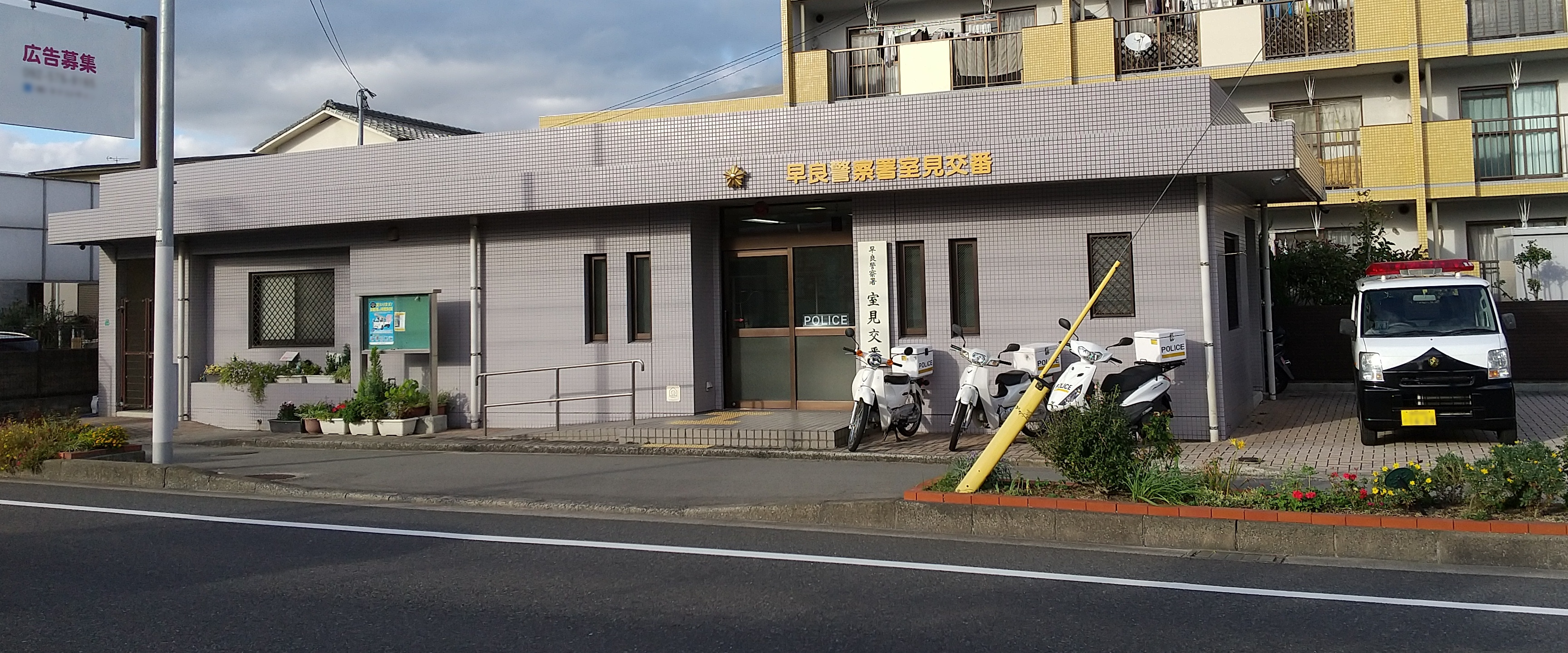
早良警察署室見交番
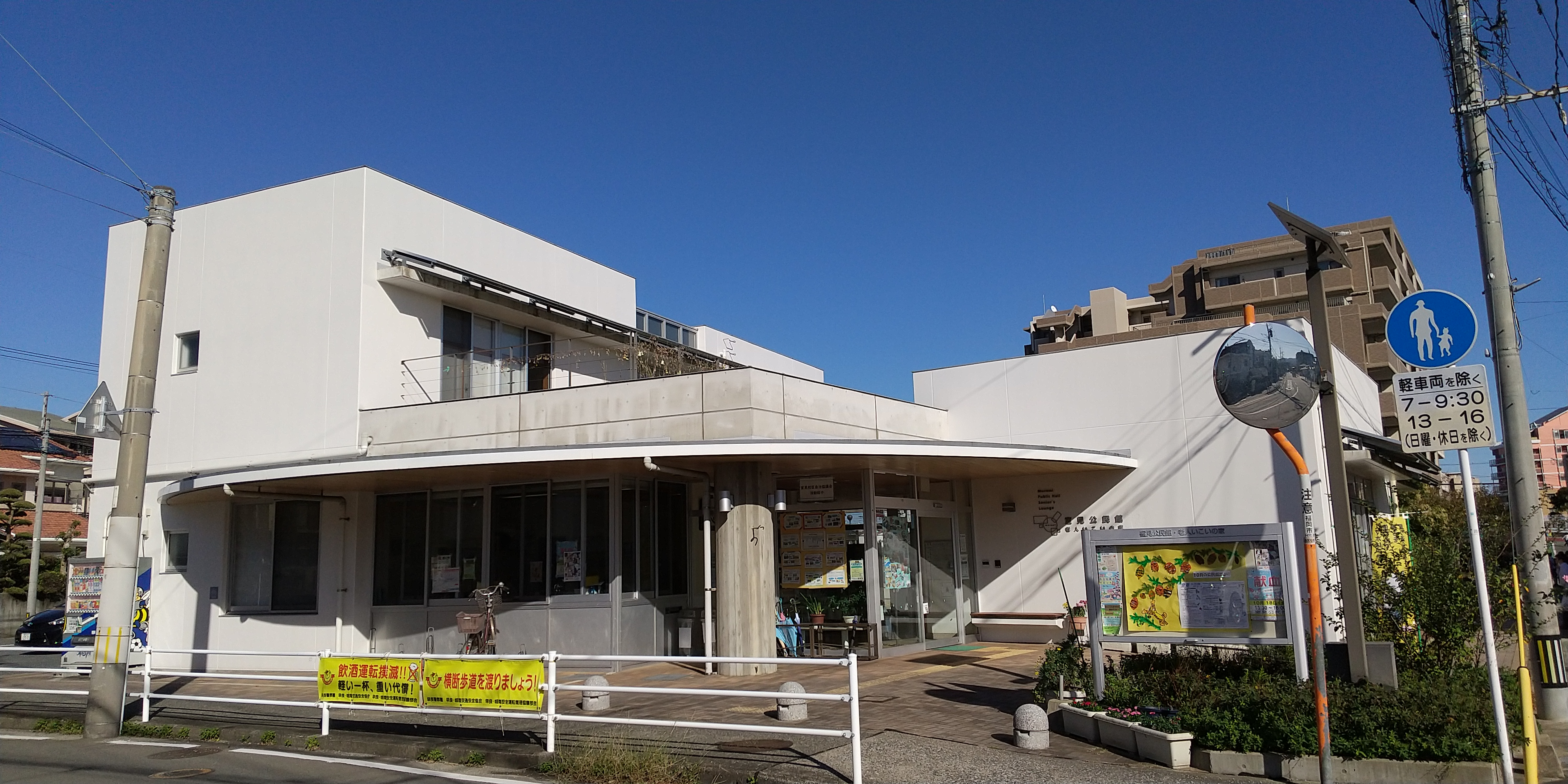
福岡市室見公民館
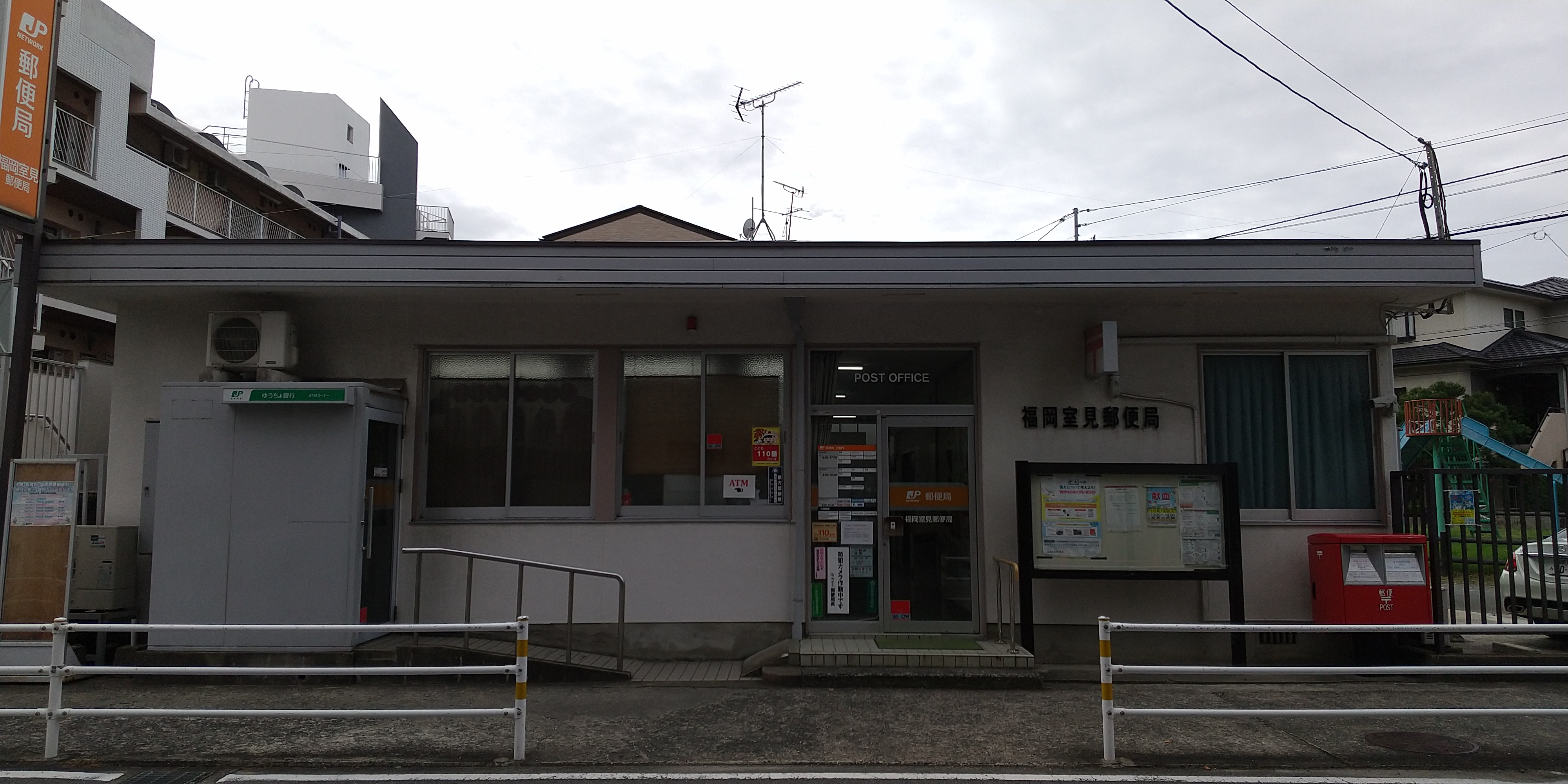
福岡室見郵便局
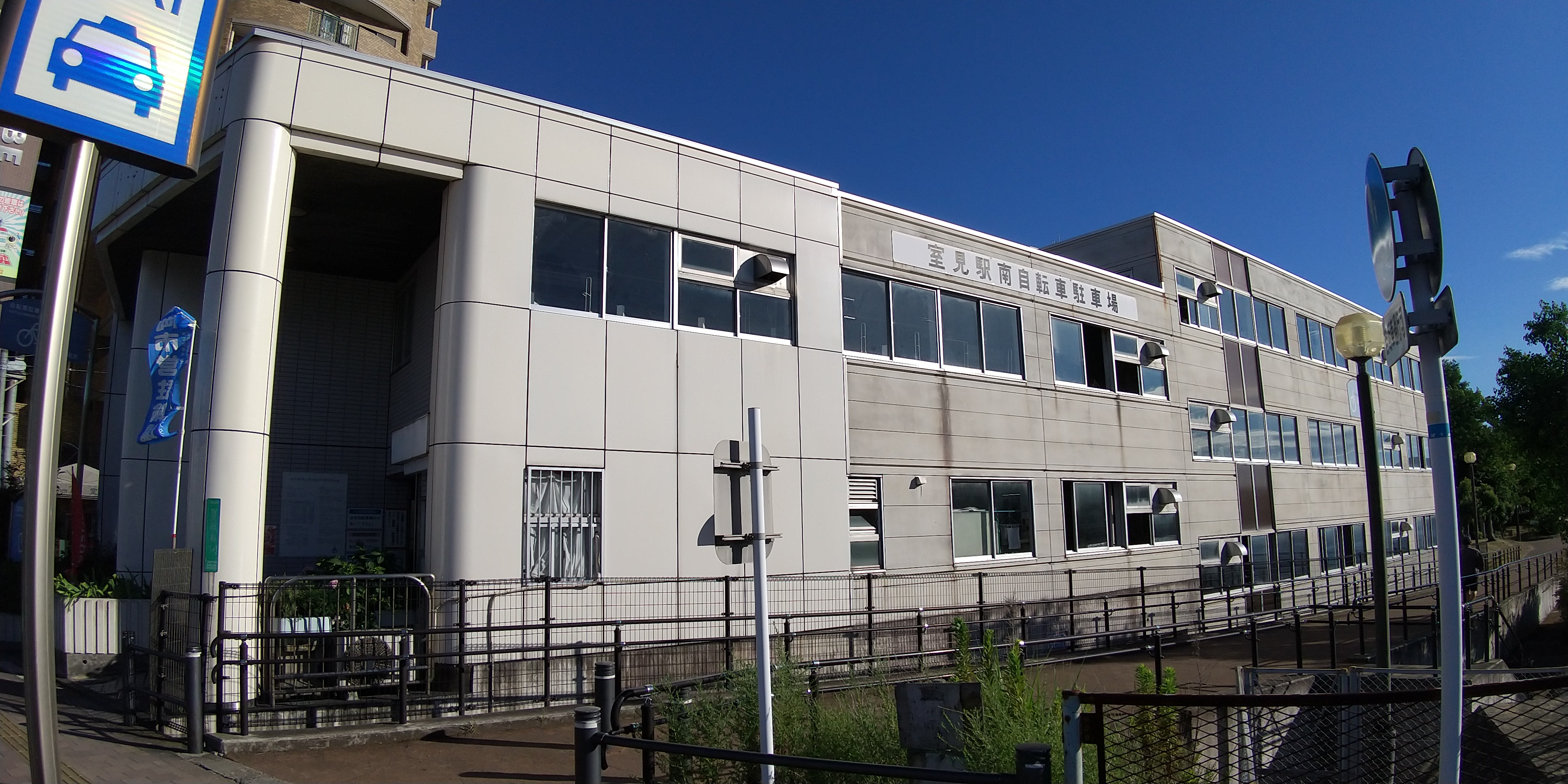
室見駅南自転車駐車場
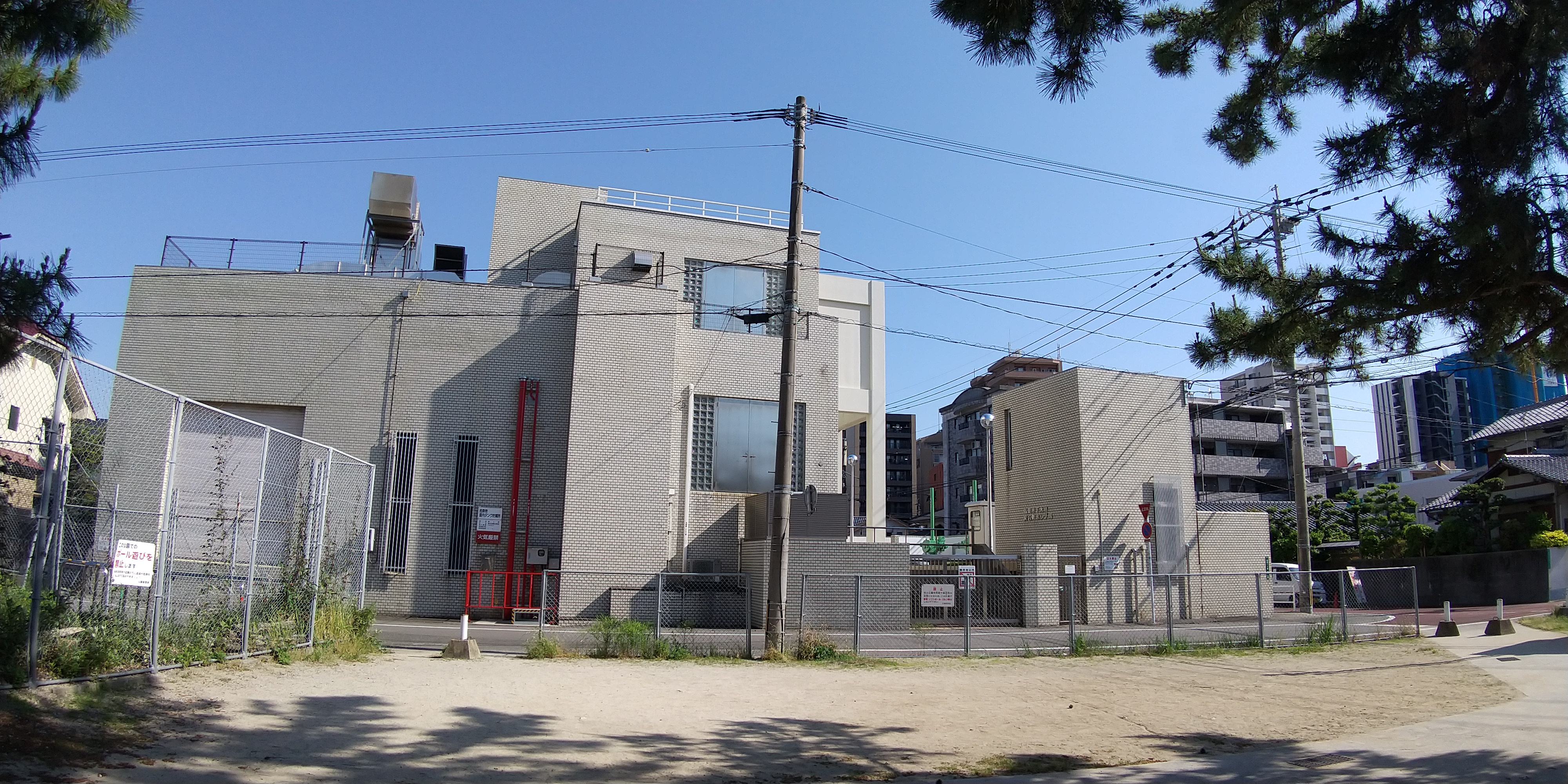
福岡市飛石町ポンプ場

### 公園・緑地等
- 室見川緑地（早良区室見五丁目～次郎丸二丁目）
- 室見公園（街区公園、「室見一丁目地区地区計画」の区域に隣接）
- 室見庄浜東公園[注釈 7]
- 室見庄浜公園[注釈 8]

主な公園・緑地等の写真
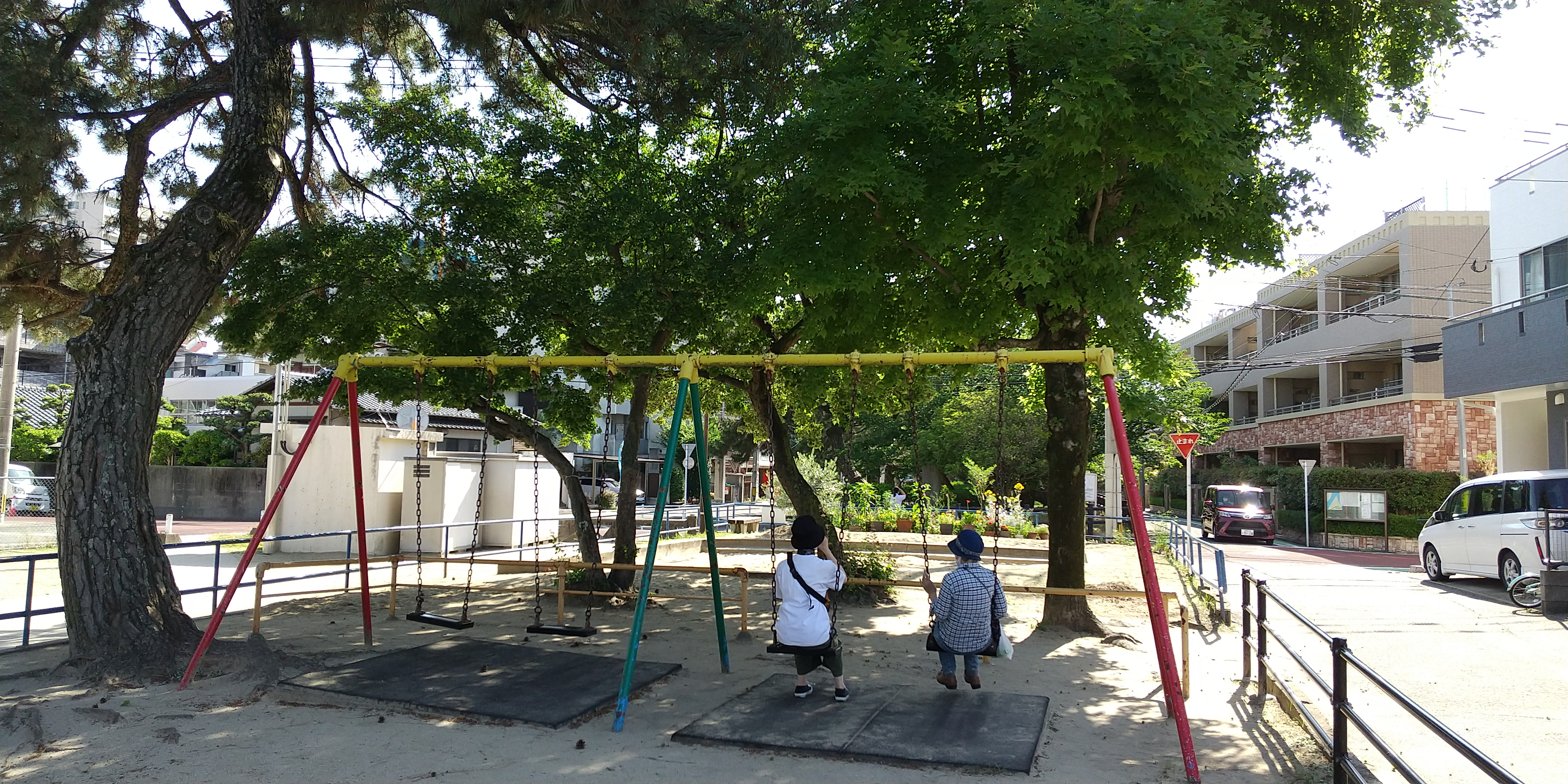
室見公園
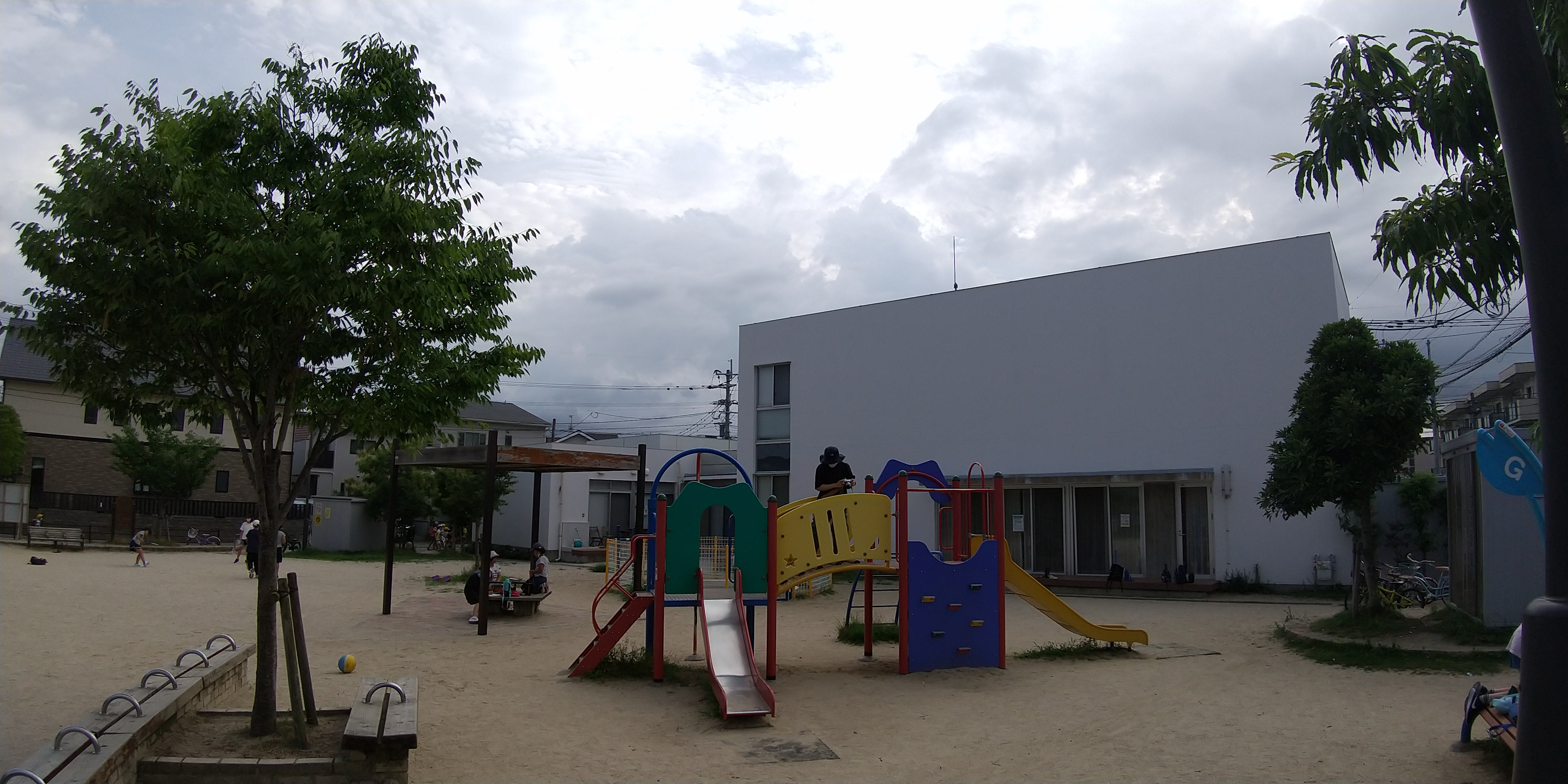
室見庄浜東公園
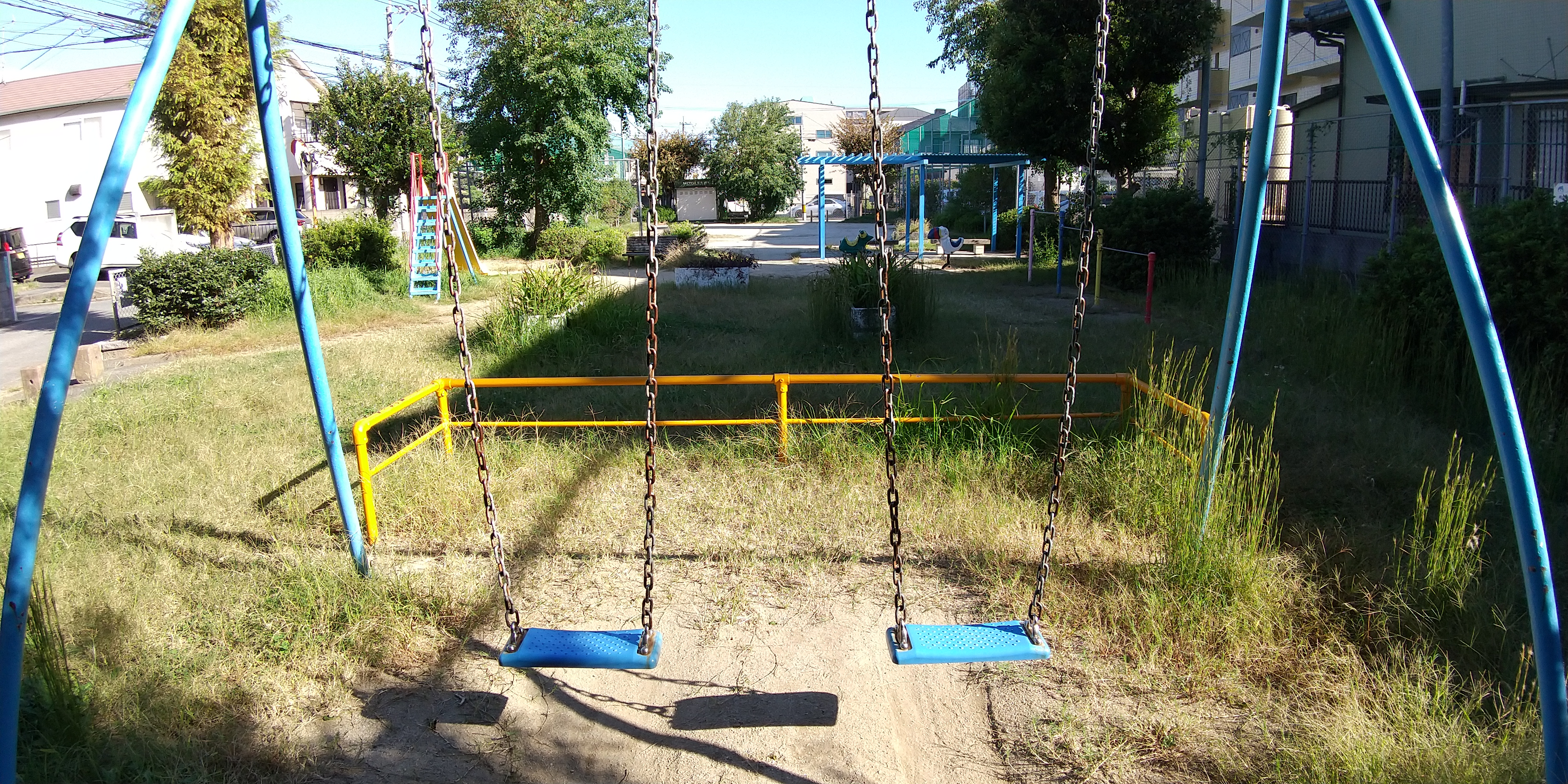
室見庄浜公園

### 学校
幼稚園については次の通り。
- 室見幼稚園（室見一丁目13-16）

小学校については次の通り。
- 福岡市立室見小学校（室見三丁目3-1、町内の南東端）[注釈 9]

ただし、室見一丁目の校区については、次の学校の校区に属する。
- 福岡市立百道小学校

中学校については町内には存在しないが、校区については、次の学校の校区に属する。
- 室見一丁目：福岡市立百道中学校（百道三丁目18番11号）
- 室見二丁目から五丁目まで：福岡市立高取中学校（原三丁目）

学校の写真
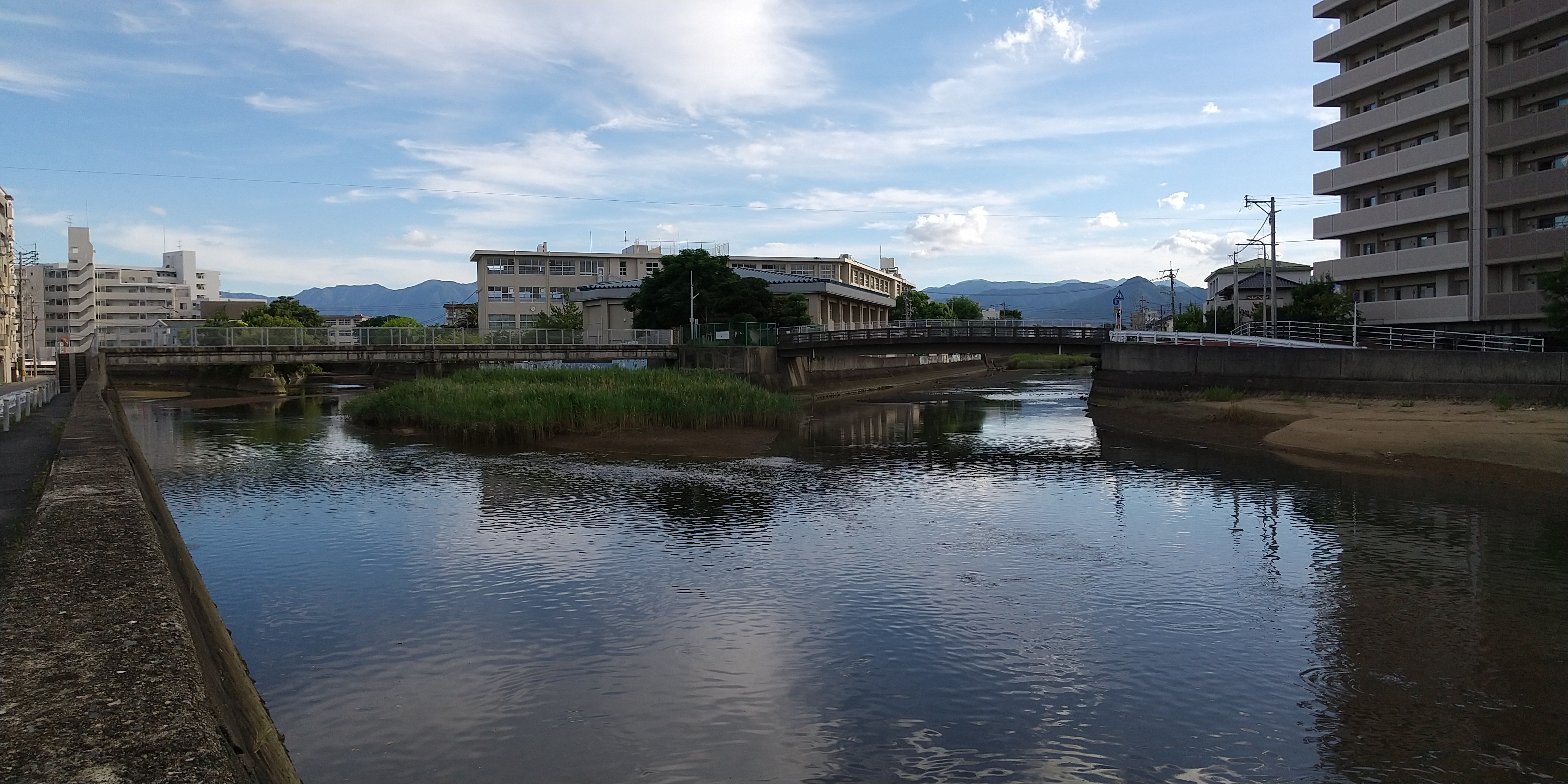
福岡市立室見小学校

### その他
- 日本基督教団西福岡教会[注釈 10]

その他の施設の写真
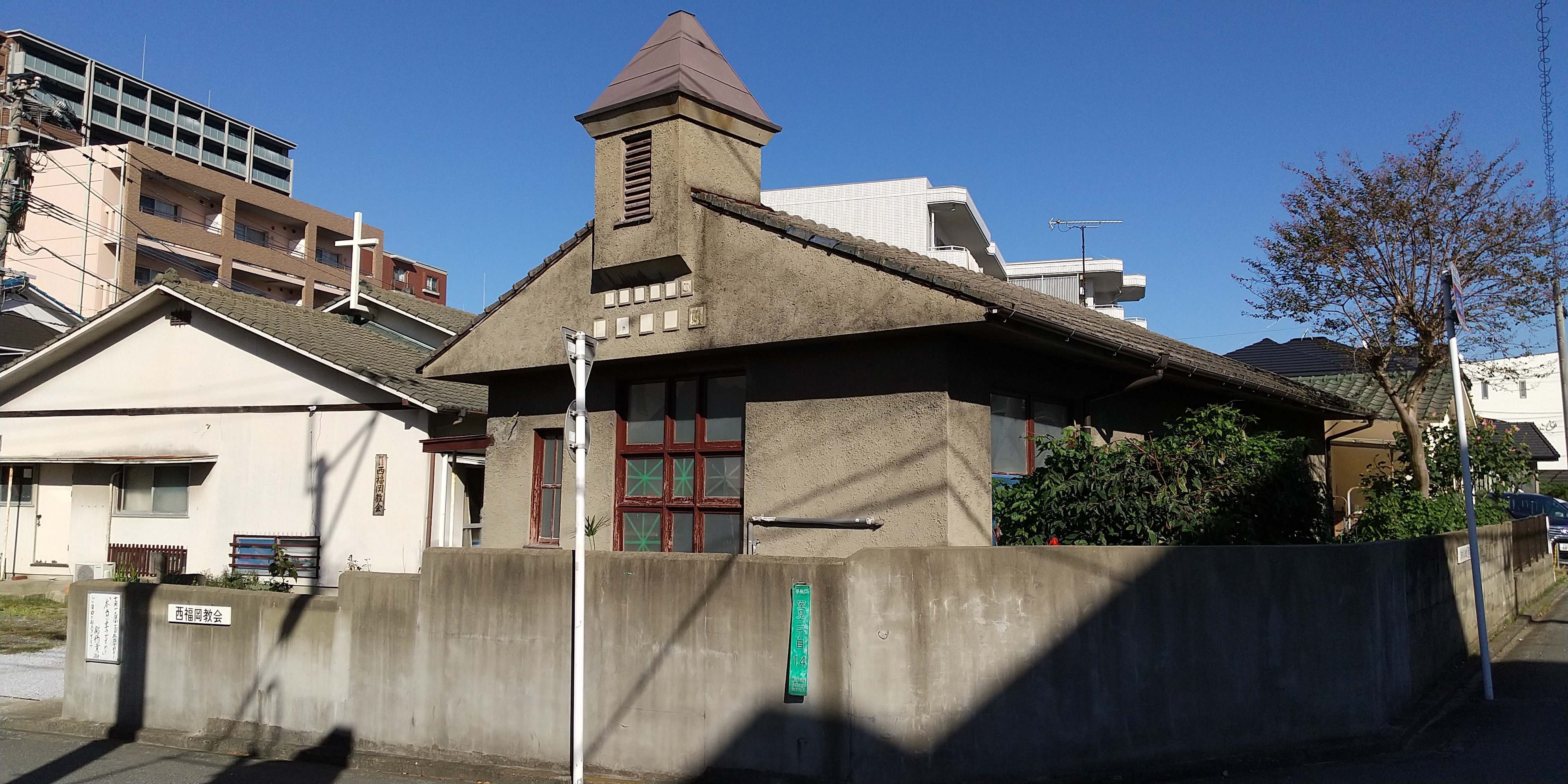
日本基督教団西福岡教会

## 名所・旧跡
- 少童神社（わたつみじんじゃ）・天満宮[注釈 11]
- 正福寺（しょうふくじ）[注釈 12]

名所・旧跡の写真
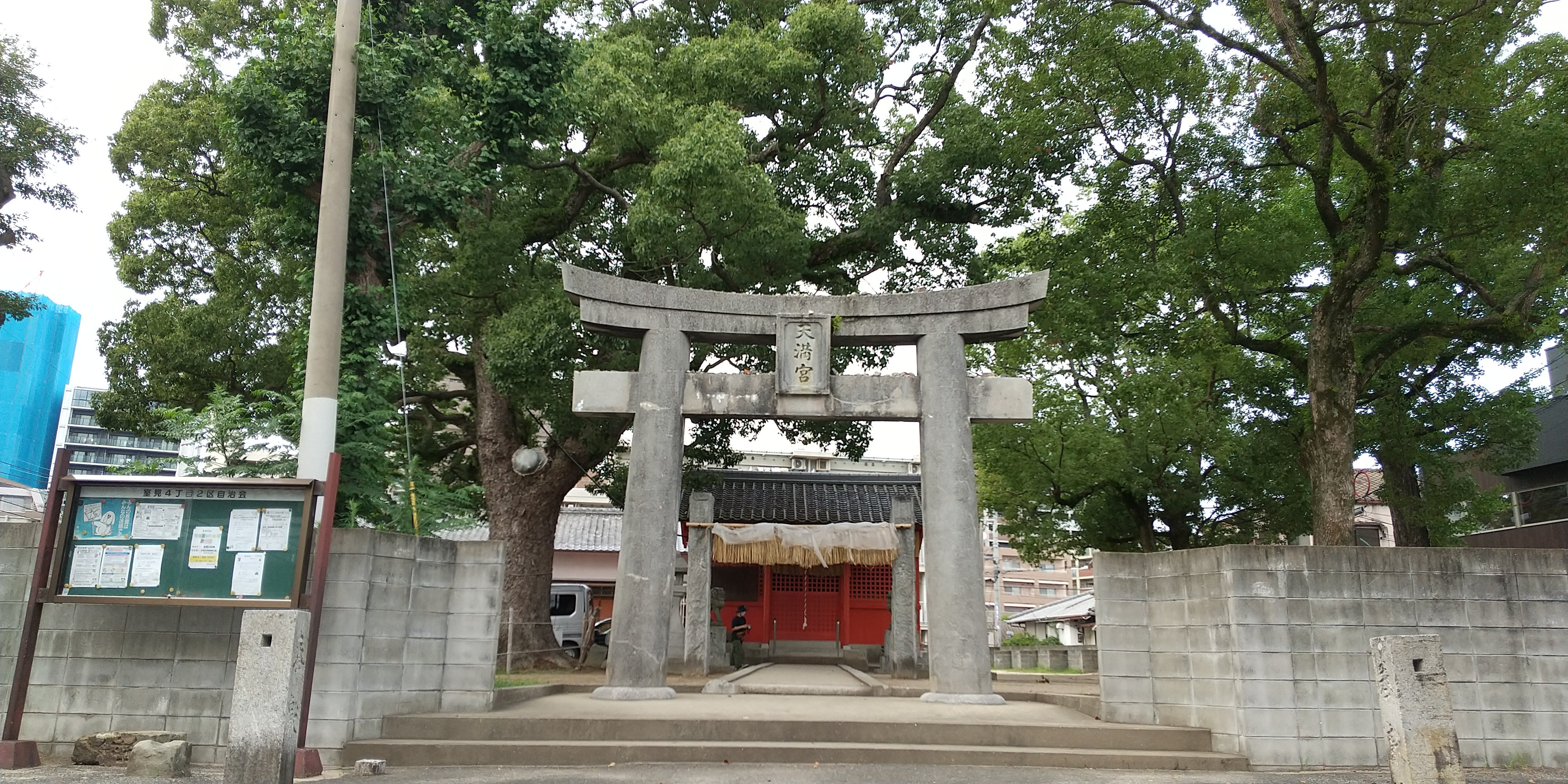
少童神社・天満宮
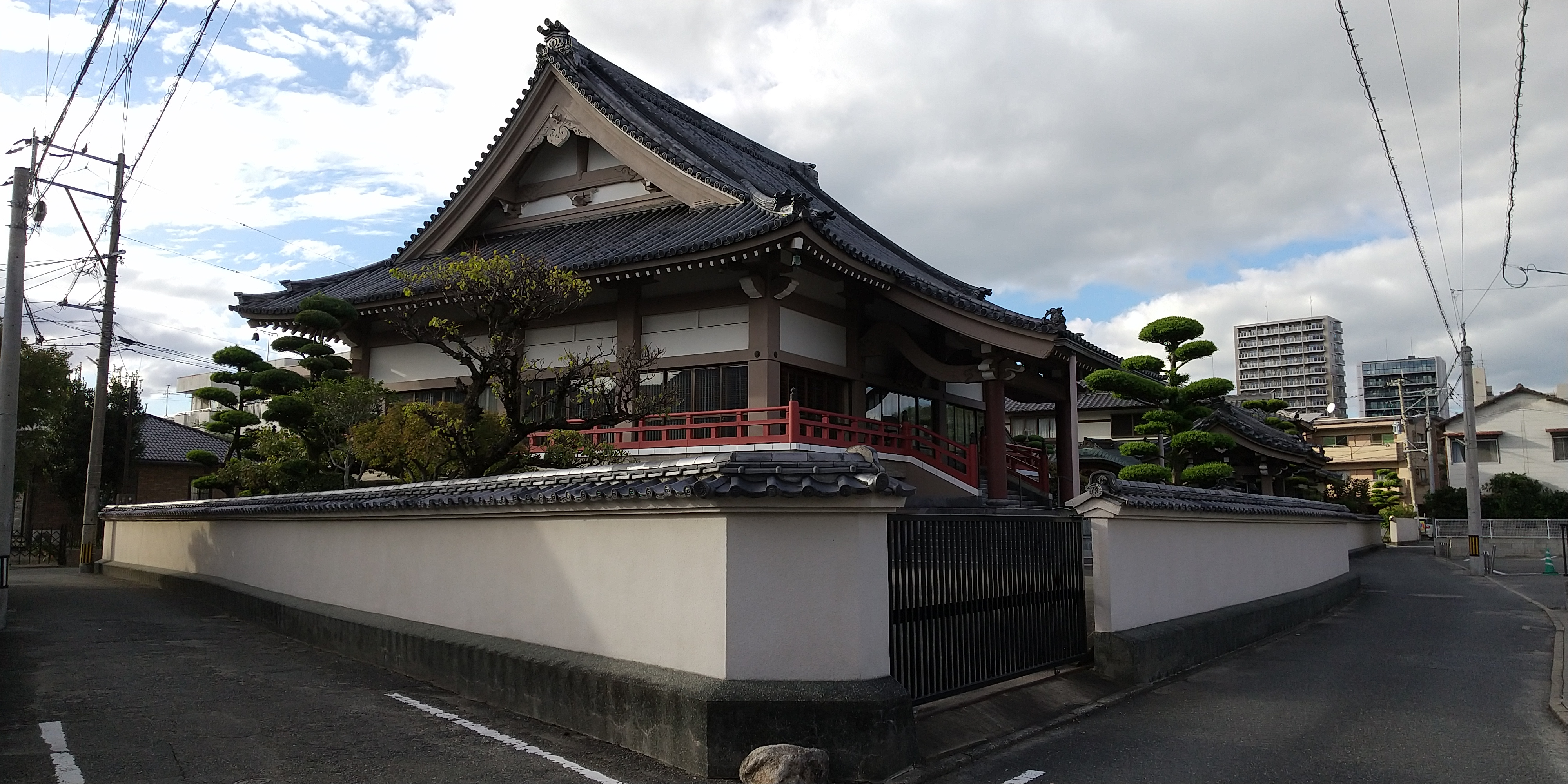
正福寺